# Kyōkai Senjō no Horizon
Kyōkai Senjō no Horizon (境界線上のホライゾン Kyōkaisen-jō no Horaizon?,  lit. Horizonte en el medio de la nada) es una serie de novelas ligeras japonesas de escritas por Kawakami Minoru e ilustradas por Satoyasu Matsuri desde septiembre de 2008 iniciando su serialización en la revista Dengeki Bunko Magazine, bajo el sello de la principal imprenta de la compañía editorial ASCII Media Works, Dengeki Bunko.
La historia se sitúa en un futuro lejano, en el que la humanidad trata de irse de la explotada tierra; sin embargo, al intentar surcar los cielos ocurre un fenómeno desconocido en el año 1457 TE y finalmente se ven obligados a regresar, y , cuando Japón al ser la única zona habitable es conquistado y dividido por otros países en territorios feudales. La serie forma parte de una etapa (específicamente la cuarta, llamada Génesis) que junto con otras novelas ligeras de Kawakami (incluyendo Owari no Chronicle, la precuela de esta serie) abarca las otras cinco eras cuyas historias transcurren en un mismo universo, para un total de 6 divididas en orden cronológico, a las que el autor denomina, mundo urbano: FORTH Rapid-fire King (連射王?), AHEAD Owari no Chronicle (終わりのクロニクル?), EDGE, GÉNESIS Kyōkai Senjō no Horizon (境界線上のホライゾン Kyōkaisen-jō no Horaizon?), OBSTACLE Gekitotsu no Hexennacht (激突のヘクセンナハト?) y CITY serie CITY (都市シリーズ?).
Hideo Takenaka ilustró una serie de manga publicada en agosto de 2011 en la revista Dengeki Daioh, y fue serializada hasta mayo de 2015. En el año 2011, bajo la dirección de Manabu Ono y el estudio de animación Sunrise comienza una adaptación a serie de anime entre los meses de octubre y diciembre. Sentai Filmworks y Manga Entertainment autorizan en América del Norte y el Reino Unido respectivamente, la transmisión de una segunda temporada entre julio y septiembre de 2012; y ambas temporadas (de trece episodios cada una). Bandai Visual entre los meses de diciembre de 2011 y marzo de 2013 lanza 14 DVD en formato Blu-ray, que abarcan las 2 temporadas del anime (7 por cada una). Distintos CD, entre ellos 2 bandas sonoras originales, 5 volúmenes del repertorio, un CD Drama, y un álbum recopilatorio son liberados entre enero de 2012 y marzo de 2013. Un videojuego para la PlayStation Portable titulado Kyōkai Senjō no Horizon PORTABLE (境界線上のホライゾン PORTABLE Kyōkaisen-jō no Horaizon PORTABLE?,  Horizon en el Medio de la Nada PORTABLE) es desarrollado por Tenky y distribuido por Kadokawa Games en Japón el 25 de abril de 2013. Todas las adaptaciones se basan en el curso de acción que figura en las novelas de Minoru Kawakami.

## Argumento
En un futuro lejano, todo el planeta Tierra excepto Japón, pasa a ser un territorio yermo e inhabitable, debido a un fenómeno inexplicable en el año 1457 que afecta los recursos energéticos y es por eso que los habitantes del planeta empiezan a ascender a los cielos en busca de un nuevo hábitat, gracias a su alta tecnología. A pesar de todo, las condiciones de vida en las alturas, son demasiado duras, y por ello los humanos no tienen más remedio que regresar a una tierra convertida en una trampa mortal.

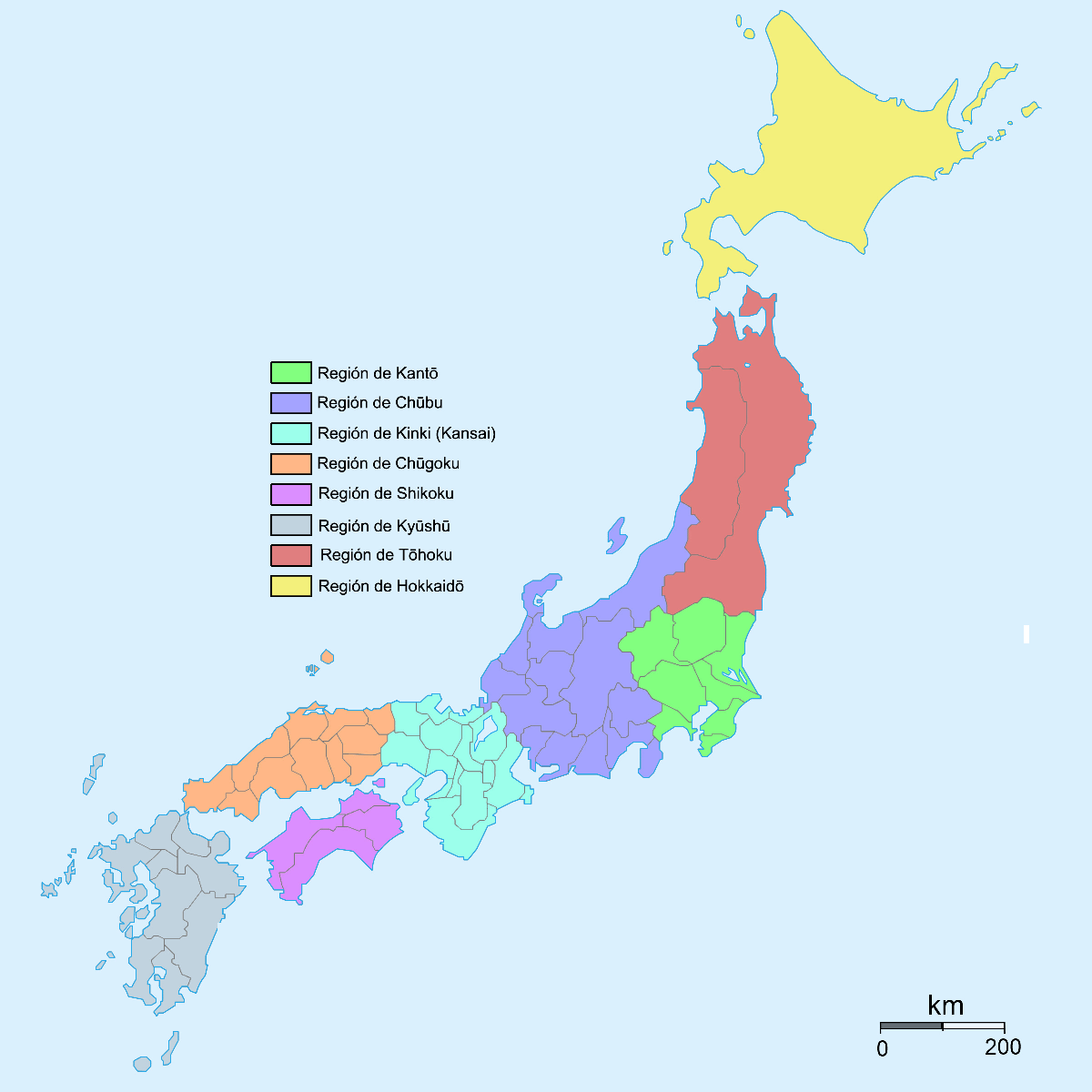
Mapa por regiones de la serie de novelas ligeras.

Cuando los habitantes del planeta regresan a tierra, muchos se instalan en Japón, único trozo del globo aún habitable, que se mantuvo en gran parte bajo el control de los nativos de la "Tierra Divina" (神州 Shinshū?), mientras que el resto, se instala en los alrededores, en pequeñísimos trozos de territorio habitable. Sin embargo, con el fin de conseguir más espacio, es creada en una segunda dimensión, es decir, una copia de Japón con la ayuda de la avanzada tecnología, llamada "Mundo armónico" (重奏世界 Jūsō Sekai?).
Con el fin de superar la barrera que los mantiene atrapados y poder volver a los cielos, los humanos comienzan a reescribir la historia después de 10.000 años según el Testamento (聖譜 Seifu?), pero en el año 1413, de la era del testamento, los habitantes de las zonas del norte y sur de la "Tierra Divina" se ven involucrados en un conflicto, que finalmente es dado de alta militar. El sistema que mantiene al mundo paralelo se ve gravemente afectado, y en consecuencia causa una posible colisión entre los dos mundos y sumergiendo a gran parte de los habitantes en el caos y como consecuencia comienzan a conquistar Japón, que termina siendo dividido en pequeños reinos feudales. El Jūsō Sekai es el culpable de todo, ya que solo uno de los mundos puede ganar, gracias a él. En el Shinshū el Far East, es un país] que realmente no tiene espacio para sus ciudadanos.
Según la novela, la isla nativa de los japoneses, dividió los siguientes estados entre los históricos clanes japoneses étnicos y culturales:
- Far East (極東 KYOKUTO?) (gobernado por Japón) en Tōkai/Kantō con el clan Matsudaira.
- Tres España (三征西班牙 Toresu Esupania?) (España y Portugal) en Shimonoseki con el clan Ōuchi/Ōtomo.
- K.P.A. Italia (Italia) en el mar interior de Seto con el clan Aki.
- Hexagone Française (六護式仏蘭西 Eguzagon Furansēzu?) (Francia) en Chūgoku con el clan Mōri.
- Inglaterra (英国 Ingurando?) en Tsushima.
- Qing-Takeda (清武田 Shin-Takeda?) (China) en Kantō con el clan Takeda.
- Sviet Russia (上越露西亜 Suviēto Rūshi?) (Unión Soviética, Rusia) en Hokuriku, antiguamente Hokurikudō, con el clan Uesugi.
- P.A. ODA (Imperio Otomano, Oriente Medio) en las regiones de Kinki y Tōkai con el clan Oda.
- M.H.R.R. ( 神聖ローマ帝国 Shinsei Roma Teikoku/MHRR?) (Sacro Imperio Romano), en Kinki con el clan Hashiba.
- Estados Unidos de la India (印度諸国連合 Indo Shokoku Rengō?), (India) en Tōkai/Kantō con el clan Go-Hōjō.
- Unión Africana (アフリカ諸国 Afurika Shokoku?) (África), en Kyushu con el clan Shimazu.

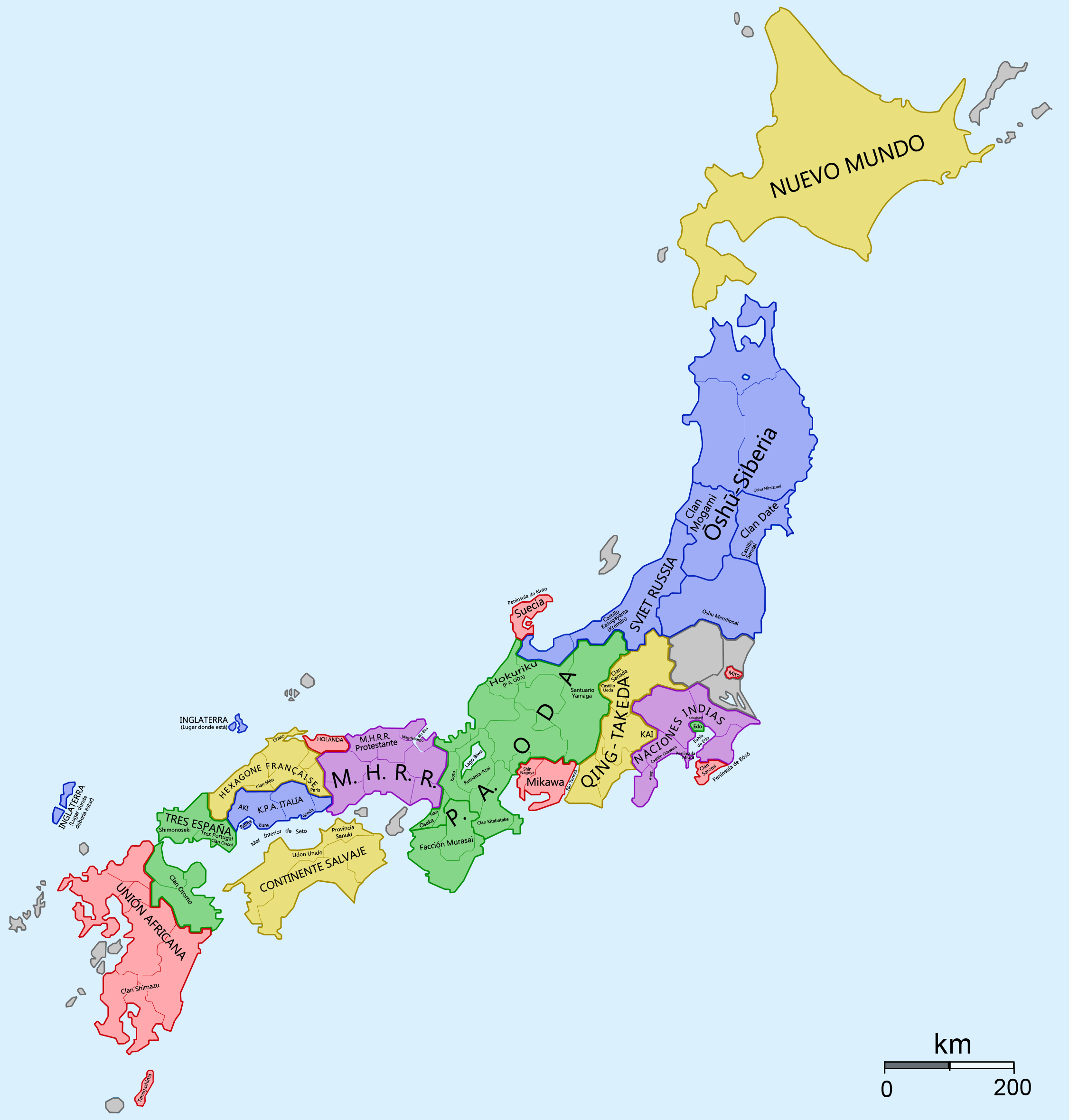
Mapa realista de la serie de novelas ligeras.

La historia principal comienza en el año 1648 TE, los ciudadanos originarios de Japón, viven en la ciudad-nave de Musashi (武蔵?), que está conformada por 8 naves donde muchos desplazados del Far East han encontrado refugio, y es considerado como un territorio independiente en constante movimiento, donde vive la autoridad que se ocupa de reescribir la historia; y a la nave sólo se le permite viajar a través de rutas comerciales, permitiéndole tener aterrizajes a corto plazo. Están bajo la vigilancia constante de la Unión de Testamento (聖譜連盟 Seifu Renmei?) abreviado como Seiren (聖連?), un conjunto de países que buscan alinearse a los acontecimientos históricos, que también juegan un papel argumentativo importante en la discusión política. A pesar de todo, comienzan a extenderse los rumores de la pronta llegada del apocalipsis, cuando la historia deja de reescribirse debido a que la Unión de Testamento deja de informar sobre los próximos eventos del "Viejo Mundo", que se celebran en el año 1648.
En esta situación, Aoi Toori, aunque siempre actúa despreocupado, es el presidente del consejo estudiantil de la Academia Musashi Ariadust (武蔵アリアダスト学院 Musashi Ariadust Gakuin?), canciller de la Federación Suprema y virrey de Musashi en donde a pesar de que los estudiantes son menores de edad, son entrenados para el combate; y durante sus años como estudiante se propuso a sí mismo confesarle sus sentimientos a Horizon Ariadust a pesar de que ella durante su infancia se ve involucrada en un accidente y fallece; sin embargo, él está convencido de que ella está viva y que su alma reside en la muñeca autómata llamada, P-01s que llega a Musashi en 1647. Ambos dirigen a sus compañeros de clase para que puedan recuperar los recuerdos y sentimientos que le son arrebatados a ella en el pasado mientras buscan volver a Japón, su tierra prometida.

## Personajes

### Principales
Aoi Toori (葵・トーリ Tōri Aoi?)
Voz por: Jun Fukuyama, Josh Grelle (inglés)
Nombre en el chat: Yo (俺 Ore?)
El protagonista principal masculino. Es el presidente del consejo estudiantil, la cabeza de la Federación Suprema de la Academia Musashi Ariadust, y virrey de Musashi. Tiene una actitud muy alegre, aunque sus condiciones físicas y calificaciones son promedio. La única vez que estalla en llanto es cuando su amiga de la infancia, Horizon Ariadust fallece en un accidente. Él se sabe un montón de chistes de estriptis, y con frecuencia se hace el tonto, no obstante es muy respetado. Después de que él es declarado virrey de Musashi, Toori obtiene acceso a una cuarta de parte del suministro de energía de la nave, y al hacer un contrato con el santuario Asama, adquiere un poder especial que le permite canalizar el suministro de energía a sus aliados, lo que les concede un poder ilimitado, para las batallas. Esta capacidad también es utilizada por Horizon para activar el Ólos Phthonos y desbloquear el verdadero poder de las armas del pecado con su poder. La condición para que la ofrenda funcione adecuadamente es que tiene que estar siempre feliz por el resto de su vida, y solo un poco de tristeza en su corazón puede provocar una reacción que puede matarlo. A pesar de su juego tonto, él ha demostrado ser un líder capaz, que viene con soluciones inesperadas a las dificultades más complejas y también ser experto en debates.
P-01s (ピー・ゼロワンエス Pī Zerowan'esu?,  Phtonos-01s)/Ariadust Horizon (ホライゾン・アリアダスト Horaizon Ariadasuto?)
Voz por: Minori Chihara, Emily Neves (inglés)
Nombre en el chat: Horizon (ホラ子 Hora-ko?)
La protagonista principal femenina. Ella actualmente es un androide que trabaja en la panadería/tienda de aperitivos Blue Thunder (青雷亭 Aoi Kaminari Tei?,  trueno azul), que es popular entre los estudiantes de Musashi. Ella aparece sin rumbo hace un año y la propietaria del Blue Thunder (trueno azul) se la lleva; pero P-01s no tiene recuerdos anteriores a eso. Ella no tiene emociones y es poco sociable, pero ella trabaja muy duro en la tienda. Ella es también la razón por la cual Toori empieza a ir de nuevo al lugar donde trabaja su mamá, porque esa androide se parece a Horizon, la amiga de su infancia y su amada, quien supuestamente fallece diez años antes. Más tarde se entera de que ella posee el alma de Horizon, y que también como muñeca autómata tiene la novena arma del pecado, Ólos Phthonos, al que se le atribuye el sentimiento de la envidia. Sus emociones están distribuidas en las nueve armas del pecado, y por eso Toori se compromete a reunirlas para Horizon, por lo que decide empezar "la conquista del mundo". P-01s es la abreviatura para Phtonos-01s, el sistema operativo para las armas del pecado. Ólos Phthonos es el sistema que se nutre del alma de Horizon, permitiéndole utilizar todas las armas del pecado mediante la activación de su alma.

### Otros
La siguiente tabla contiene todos los personajes que además de los protagonistas, después de la segunda temporada de la serie de anime residen en Musashi:
| Personaje                                                       | Actor de voz (Seiyū) |
| --------------------------------------------------------------- | -------------------- |
| Honda Masazumi (本多・正純 Mazasumi Honda?)                     | Miyuki Sawashiro     |
| Honda Futayo (本多・二代 Futayo Honda?)                         | Yū Kobayashi         |
| Toussaint Neshinbara (トゥーサン・ネシンバラ Neshinbara Tūsan?) | Mutsumi Tamura       |
| Bertoni Shirojiro (シロジロ・ベルトーニ Shirojiro Berutōni?)    | Takehito Koyasu      |
| Augesvarer Heidi (ハイディ・オーゲザヴァラー Haidi Ogezavarā?)  | Kaori Nazuka         |
| Crossunite Tenzou (点蔵・クロスユナイト Tenzō Kurosuyunaito?)   | Daisuke Ono          |
| Ulquiaga Kiyonari (キヨナリ・ウルキアガ Kiyonari Urukiaga?)     | Takaya Kuroda        |
| Knight Margot (マルゴット・ナイト Marugotto Naito?)             | Nao Tōyama           |
| Naruze Malga (マルガ・ナルゼ Maruga Naruze?)                    | Emi Nitta            |
| Mitotsudaira Nate (ネイト・ミトツダイラ Neito Mitotsudaira?)    | Marina Inoue         |
| Naomasa (直政 Naomasa?)                                         | Kei Shindō           |
| Aoi Kimi (葵・喜美 Kimi Aoi?)                                   | Chiwa Saitō          |
| Asama Tomo (浅間・智 Tomo Asama?)                               | Ami Koshimizu        |
| Balfette Adéle (アデーレ・バルフェット Adēre Barufetto?)        | Ayuru Ōhashi         |
| Noriki (ノリキ Noriki?)                                         | Daisuke Hirakawa     |
| Itou Kenji (伊藤・健児 Kenji Itō?)                              | Eiji Miyashita       |
| Ohiroshiki Ginji (御広敷・銀二 Ginji Ohiroshiki?)               | Minoru Shiraishi     |
| Nenji (ネンジ Nenji?)                                           | Daisuke Hirakawa     |
| Fullbush Hassan (ハッサン・フルブシ Hassan Furubushi?)          | Daisuke Ono          |
| Mukai Suzu (向井・鈴 Suzu Mukai?)                               | Aoi Yūki             |
| Persona (ペルソナ君 Perusona-kun?)                              |                      |
| Oriotorai Makiko (オリオトライ・真喜子 Makiko Oriotorai?)       | Ryōko Shiraishi      |
| Mitsuki Sanyō (三要・光紀 Sanyō Mitsuki?)                       | Ai Shimizu           |
| Tadatsugu Sakai (酒井・忠次 Sakai Tadatsugu?)                   | Taiten Kusunoki      |
| Tachibana Muneshige (立花・宗茂 Muneshige Tachibana?)           | Tomokazu Sugita      |
| Tachibana Gin (立花・誾 Gin Tachibana?)                         | Minako Kotobuki      |
| Musashi (武蔵 Musashi-san?)                                     | Mai Nakahara         |

## Definiciones generales
Los siguientes definiciones corresponden a los elementos que se utilizan a lo largo de la historia en la serie de novelas ligeras:

### El mundo
En un futuro lejano, en la tierra un fluido energético es utilizado por la humanidad alrededor del mundo, para la recreación de la historia.
Características físicas
Este mundo ficticio está basado en el "mundo real", la diferencia radica en que este mundo en su totalidad está hecho de "fluidos" energéticos.
El mundo real (mundo ficticio)
En esta etapa del universo llamada "Génesis", en el que el mundo se constituye de varios canales, por los que viajan constantemente flujos de energía, es la continuidad de la historia del universo del autor llamada "Forth".
Tierra (suelo)
Es una estrella en la que viven las personas. Una vez que está devastada, el grave estado del medio ambiente necesita de la ayuda de un dios para fortalecer la recuperación del ambiente natural. Por lo tanto, la mayor parte de la tierra se ha tornado sólida y árida debido al difícil entorno. Ahora la gente no tiene suficiente terreno para vivir a causa del retraso en la recuperación y sólo es habitable la tierra del Lejano Oriente.
Universo (cielo)
Es el mundo más allá de la Tierra. En ese lugar que parece estar cubierto de niebla, las personas quieren ser el dios supremo del mundo.
Fluido (líquido)
Es un elemento del espacio cuya causa son los constantes conflictos que permiten generar cualquier inconsistencia. Todas las cosas que existen, como la "naturaleza" debido a cambios en el estado líquido de la energía, es decir, el flujo en gran parte se solidifica, dándole forma a todo lo que existe. También se denomina "ether vein" a este tipo de fluido en las zonas densamente pobladas, y no hay lugar en el mundo por donde no estén presentes los canales de "ether".
Pulso Terrestre
Es todo el terreno donde un enorme flujo de energía está presente en alrededor del 1% de cada país. Los espíritus que se encuentran alrededor del mundo a través de la historia también han sido influyentes en el espacio y se cree que son producto de algún fenómeno en el flujo de la energía.
Combustible Líquido
Es un fenómeno que se produce cuando en el proceso de modulación del fluido, se descompone la energía que proviene del "Pulso Terrestre".

### Historia

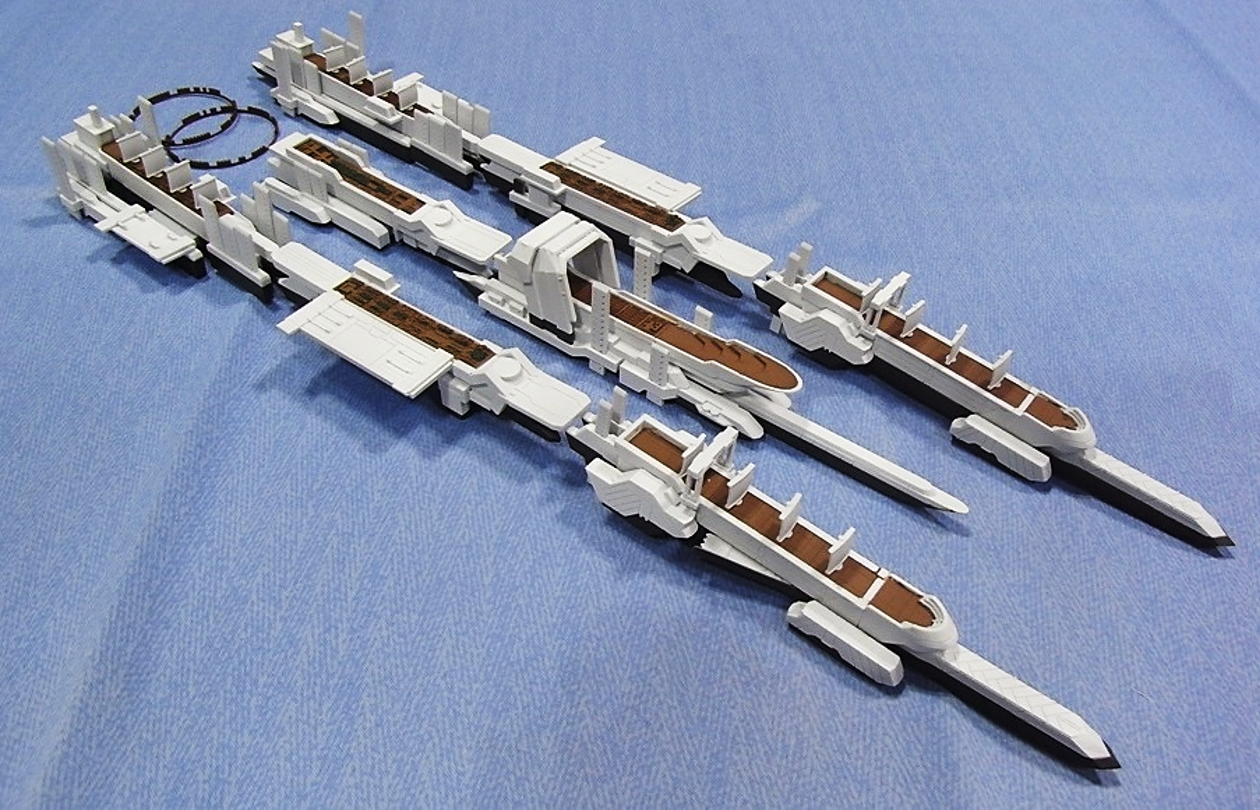
Figura a escala de la nave-ciudad, Musashi.

Después que las personas surcan el cielo durante un tiempo, intentan regresar a la tierra, pero a causa de la empobrecida y maltratada tierra, se ven obligadas a regresar al cielo de nuevo.
Características históricas
Este mundo está ubicado en un futuro lejano, en el que la humanidad junto con una sociedad distópica se acercan al apocalipsis.
Antes del amanecer de la era
Edades de la tierra hasta salir lejos de la era "Génesis". El medio ambiente está devastado, haciendo imposible un entorno próspero y que permita el intercambio, por lo que la gente sube a los cielos y confía que la tierra se recupere. En la historia, también extinta desde tiempos inmemoriales, no es posible decir que eventos sucedieron con exactitud, pero pueden estar relacionados con la música sagrada.
Jindai (dioses)
Dice la historia que, desde el momento en que la humanidad asciende a los cielos, está condenada. En la época de los dioses. La gente se vuelve a Dios, la religión ha perdido su posición. Los planetas y las razas tuvieron un gran desarrollo. Pero por los conflictos entre el poder de Dios y una persona, pierde fuerza el intento de regresar a la tierra.
El amanecer de la era
En esta edad, para retornar a la tierra, es necesario comenzar a reconstruir la historia.
Etapa inicial
Debido a que no se puede vivir en la mayor parte de la tierra aunque ocurra una recuperación en exceso, la población se concentra en la tierra de Shenzhou. Muchas de las tecnologías se van a perder, así que se han construido y conformado grandes comunidades independientemente de su raza o nacimiento. Los antepasados hacen una evaluación cuando se envía un equipo de desarrollo para el mundo exterior, por lo que las personas se dividen en descendientes del mundo y descendientes internacionales de Shenzhou.
Etapa intermedia
Continúan fallas en desarrollo, ya que las personas se mantienen divididas entre las fuerzas locales de la "Tierra Divina" y las fuerzas externas de sus alrededores. Algunos habitantes en el centro de la "Tierra Divina" nombraron un emperador, cuyo trabajo de manera antagonizada le permitió el acceso al entorno exterior de la "Tierra Divina". Las regiones del occidente y el centro forjaron una tregua, pero Kanto y la región este Oshu se resisten completamente a desaparecer, por lo que se mostraron signos de represión en su contra.
Etapa final
En un mes de constantes combates, surgien pérdidas de más de la mitad de la población y la tecnología, e incluso los habitantes de la "Tierra Divina" están en peligro. Los que percibieron una sensación de crisis para detener la pelea con urgencia, llevaron a cabo una reunión con el que sería el predecesor del Unión del Testamento. Son decretados planes rítmicos adaptables de progresión no perecederos, donde se crea el conjunto instrumental y el Testamento, y se da inicio a la recreación de la historia.
Recreación de la historia

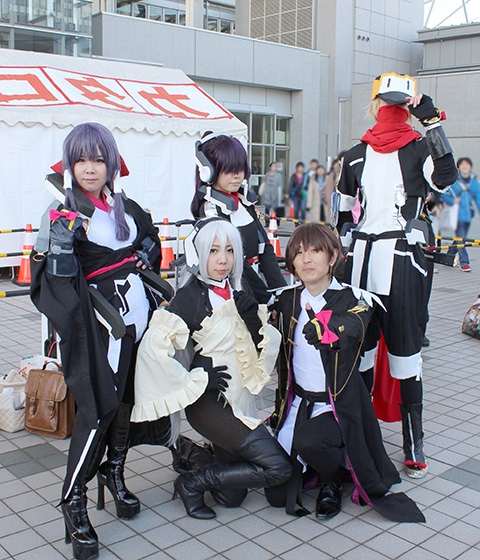
Cosplay de algunos de los personajes de la serie de anime.

Era paralela en la que comienza la recreación de la historia hasta el colapso mundial.
Periodo anterior
La "Tierra Divina" desciende hacia el mundo real, y los habitantes del mundo paralelo se dispersan alrededor de este último, lo cual da inicio a la recreación de la historia. Con el fin de desarrollar una tecnología que recree la historia en una segunda dimensión de la "Tierra Divina", se precede al registro de la historia que está contenido en el "Testamento". El vigor de las fuerzas del dominio colonial japonés del emperador en Oshu, en la medida en que abogan por las fuerzas divinas, también construyen en Tianjin la edificación de un instituto por medio de un decreto, para contribuir con apoyo a la región norte del "Mundo Armónico".
Periodo medio
Desde 10.000 años antes de Cristo hasta 1.000 a.c. 100 veces, y desde 1.000 años después de Cristo terminando rápidamente una interpretación 10 veces hasta el primer año. El progreso de la recreación de la historia sin la interpretación de la velocidad desde antes de Cristo hasta el primer año, se lleva a cabo pacíficamente en los tiempos modernos. Cabe señalar que aunque todavía es difícil sobrevivir en la "Tierra Divina", la longevidad les permite a los habitantes que sean más fuertes al llevar a cabo la recreación de la historia.
Periodo moderno
Se ubica después del derrumbamiento del mundo paralelo. Una guerra entre la región norte y sur produce una alteración en el mundo paralelo, con la conquista de la "Tierra Divina" debido a las supresiones que provienen de todo el mundo. Pero la dominación completa del mundo ya que no está en la historia, conlleva a que un instructor del gobierno gubernamental se hace con una dominación provisional. La región es llamada "Tierra Divina" hasta que, se cambia el nombre a "Lejano Oriente".
Actualidad
Edad en la que la humanidad se despliega hacia el horizonte. Se sitúa entre el período de los (estados o reinos) combatientes y la guerra de treinta años, en el año 1648 de la era Testamento, cuando se rumorea sobre el apocalipsis que amenaza al "Mundo Armónico".

## Organización
Las siguientes descripciones son de personas, compañías e instituciones que están involucradas en el desarrollo de la historia:
Las academias están establecidas a nivel nacional y, se divide a grandes rasgos en dos sistemas, la tecnología y la fe, como una "educación armónica". Además, existen organizaciones comerciales basadas en marcas nacionales.

### Academia
Institución que actúa como una escuela y un centro de formación militar. Los estudiantes que asisten a estas instituciones tienen un gran impacto en el ámbito político en el estado de facto, ya que tienen el privilegio de participar en asuntos políticos y militares como se establece en la normativa de la Union Testament, y es por esto que los países apoyan a sus respectivas academias.
Federación Suprema
Departamento responsable de mantener buenas relaciones con otras academias, garantizar la paz y el orden en su respectivo estado. Tiene un mayor grado de poder que el consejo estudiantil, ya que se extiende a todo el estado.
Canciller
Es el jefe de la Federación Suprema, un símbolo de las fuerzas armadas del país. Es concurrente que sea la misma persona que tiene el cargo de presidente en el consejo estudiantil.
Vicecanciller
Es el subjefe de la Federación Suprema, sólo superado por el canciller. En muchos casos, es el líder que asume un equipo de agentes especiales.
Agente especial
Funcionario ejecutivo de alto nivel, perteneciente al círculo más cercano del canciller. Normalmente son un total de hasta seis oficiales. En primer lugar supervisa la información, y en segundo lugar a menudo emplea la justicia, según sea el caso.

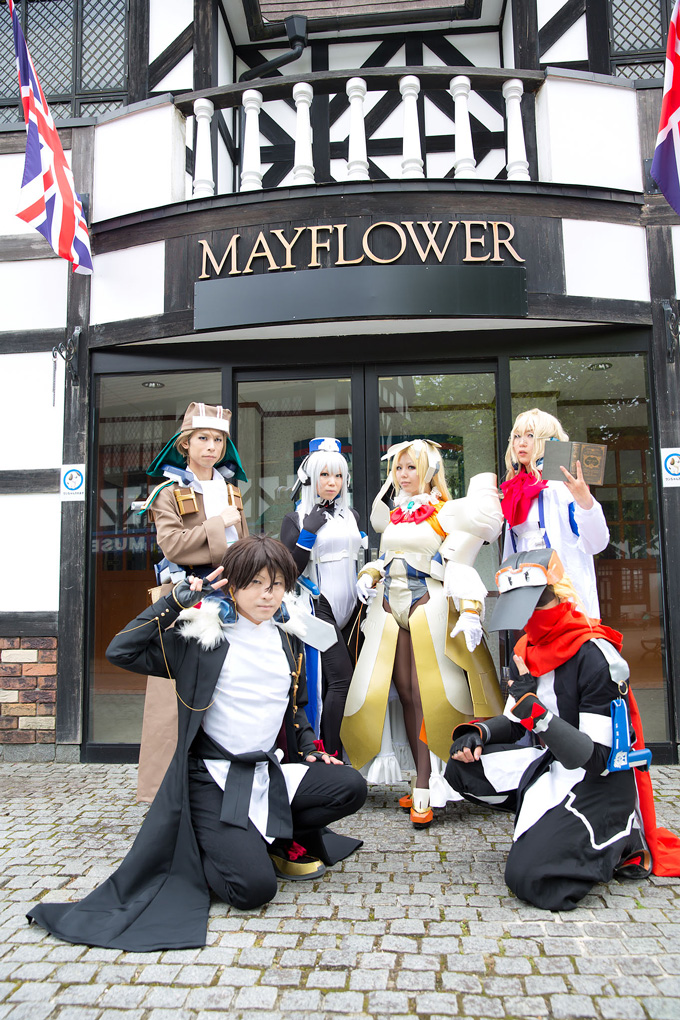
KSnH - Personajes -7 (Cosplay)

Consejo estudiantil (consejo de estudiantes)
Es el departamento encargado de los asuntos políticos y económicos, equivalente al gobierno. Dentro de la academia trabaja en función de velar por la paz y el orden, y esto incluye adquirir el papel de mediador cuando ocurre un enfrentamiento entre estudiantes.
Presidente
El jefe del consejo estudiantil y símbolo de poder de cada país a nivel internacional. El presidente con frecuencia provoca mucha concurrencia donde quiera que este se encuentre.
Vicepresidente
El subjefe del consejo estudiantil, sólo superado por el presidente. Abreviado simplemente como "vicepresidente". En muchos casos, es quien a menudo asume una responsabilidad mayor y prácticamente puede ser llamado como el "presidente encargado".
Tesorero
Funcionario ejecutivo de alto nivel. Es el oficial encargado de supervisar la economía. Es quien hace una predicción o estimado del censo de la población, entre otros, por lo que genera cambios en la fuerza de otros países haciéndolos más eficientes.
Secretario
Funcionario ejecutivo de alto nivel. Es el oficial encargado de supervisar la división de registros y demás información literaria.
Unión de Comité
Departamento responsable del cumplimiento de los deberes designados en virtud por el consejo estudiantil y de la cancillería; a su vez tiene la tarea de controlar el margen de sus acciones. Organiza a todos los demás comités de una academia, para obtener un mejor desempeño. Su nivel de autoridad es relativo, y los miembros de los comité no deben formar parte ni del consejo estudiantil, ni de la cancillería, para así garantizar que actúan con transparencia de manera independiente.
Club (clubes de actividades extracurriculares)
Conjunto de estudiantes que se especializan en actividades que se fundamentan en habilidades específicas. Cada club tiene su presidente. Ninguno de estos clubes está diseñado o instruye a sus miembros con habilidades basadas en el combate, por lo que en su mayoría se centran en actividades recreativas y/o deportivas.
Seiren (Unión del Testamento)
Organización gubernamental a nivel internacional cuyo objetivo es facilitar la reconstrucción de la historia. El nombre oficial es Unión del Testamento (聖譜連盟 Seifu Renmei?). El sindicato de maestros está bajo supervisión constante del personal catedrático del Papa, presidente representativo de KPA Italia.
Asamblea general de estudiantes
En este espacio una junta de estudiantes con cargos especiales como oficiales, entre otros, lideran la reunión para determinar junto con los estudiantes la política de la academia. Para que se pueda abrir uno de estos espacios, en el que los oficiales y/o demás personal estén ausentes se requiere una moción de censura.
Vetus
Vetus (旧代 Kyudai?) es un arma divina japonesa que representa el Antiguo Testamento.
Novum
Novum (新代 Shindai?) es un arma divina japonesa que representa el Nuevo Testamento.
Ocho Grandes Reyes Dragón

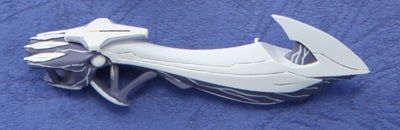
Figura en 3D del arma de pecados capitales, Lypē Katathlipsē, cuyo pecado capital es la angustia.

Es el término tradicional utilizado para referirse a los ocho portadores de las armas del pecado.
Nombres heredados
Un nombre heredado (襲名 Shūmei?) es el acto de usar el nombre de un personaje histórico por el bien de la recreación de la historia; es decir, para rehacer correctamente ciertos acontecimientos de la historia, muchos de los habitantes de los Estados Armónicos Divinos toman los nombres de las figuras clave de la historia.
Nombres duales heredados
Un nombre heredado (二重襲名 Nijū Shūmei?) es el acto de tomar dos nombres de personajes históricos por el bien de la recreación de la historia.

### Religiones
Hay muchas organizaciones religiosas en este mundo ficticio, y cada una representa a una religión del mundo real. Las religiones básicamente se dividen en dos grandes facciones, las que se rigen por el Testament y las que no. Aunque el su nombre real es "Comunidades de partituras adoctrinadas" (教譜教団?), a las instituciones religiosas pueden llamarse "Doctrina de Partituras" ((教谱 Kyōfu?). Muchos de los maestros la definen como "diferente de la original" (原型と異なる?) y/o "oración budista para regresar a los cielos" (天上へ帰るための願掛け"oración budista para regresar a los cielos"?).
Testament
El "Sistema Tsirhc Testament" (聖譜Tsirhc系?) es la denominación de los dogmas Pro-Testamento generados a partir de las religiones abrahámicas (principalmente del Cristianismo) desde la Edad Antigua. El Testament (聖譜 Seifu?) es un libro de historia que consolida la historia de l antigua era sobre la Tierra. Un total de catorce libros compendidos en siete conjuntos acerca del Antiguo Testamento y Nuevo Testamento. Es el principal instrumento en el proceso de recreación de la historia y está diseñado para ser actualizado cada cien años, con el fin de evitar conflictos de posibles intereses de ciertos grupos para adquirir el Testament. Actualmente está bajo custodia del Unión del Testamento (聖譜連盟 Seifu Renmei?), abreviado Seiren (聖連?).
Registro (libro)
El Testament comprende el inicio y el final del período Nara, donde muchos emperadores buscaron el establecimiento de una sola religión.
Recreación histórica
La recreación histórica (歴史再現 Rekishi Saigen?) es el proceso de recreación de los eventos clave en la historia del mundo, descritos en el Testament, con el objetivo de seguir los pasos de la civilización humana.
Sistema Tsirhc Testament
El Sistema Tsirhc Testament (聖譜Tsirhc系?) es la denominación de los dogmas Pro-Testamento generado a partir de las Religiones Abrahámicas (principalmente del Cristianismo) desde la Edad Antigua.
Los países que tienen éstas religiones han prohibido la construcción y uso de Reactor de Pulso Terrestre (地脈炉 Chimyakuro?), también llamado Ley Reactor (レイ・リアクター Rei Riakutā?) debido a un accidente en un reactor en unas instalaciones de Sviet Russia.

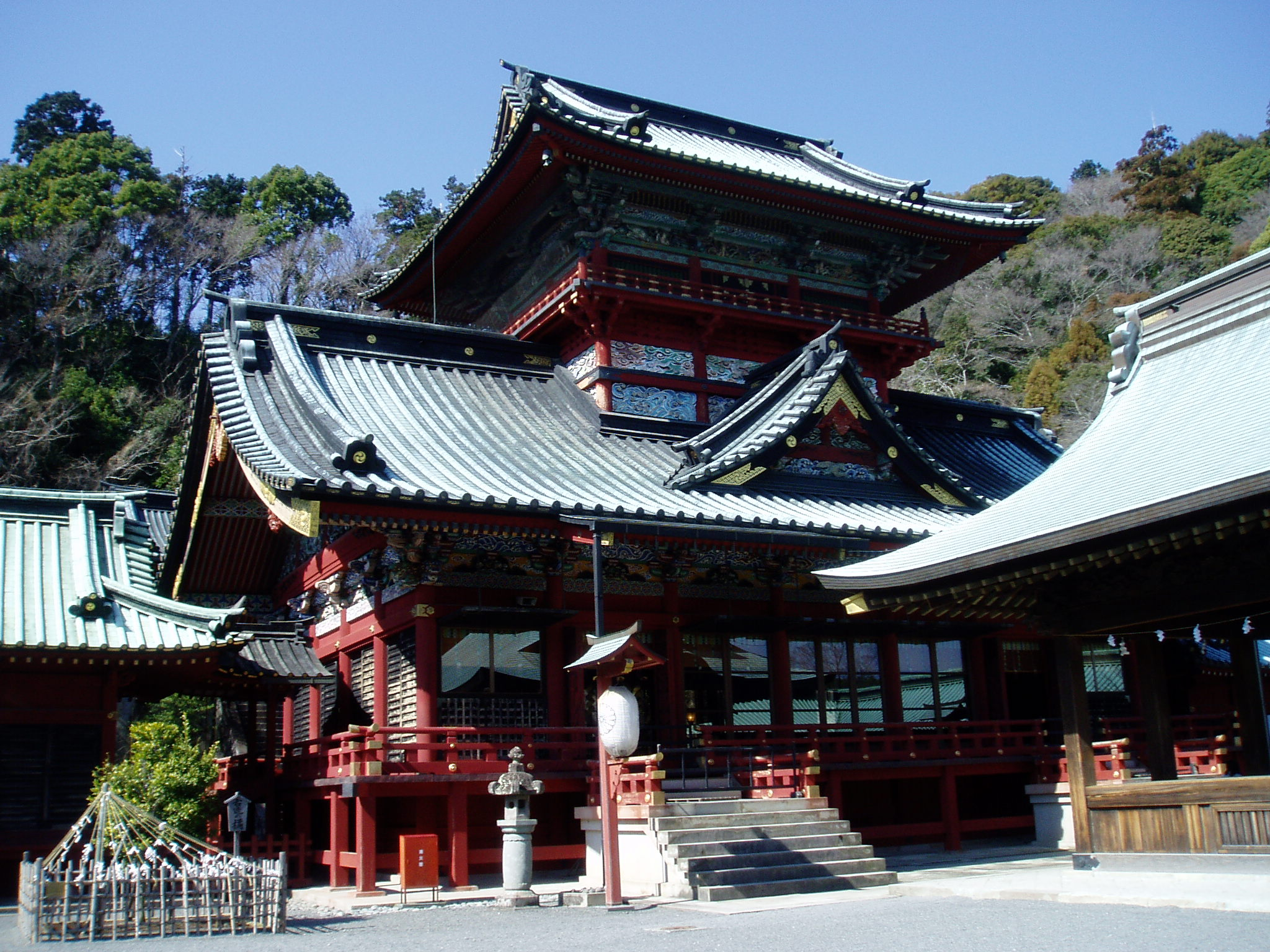
Ōhaiden (大拝殿) de Santuario Shizuoka Sengen (静岡浅間神社) en Shizuoka, prefectura de Shizuoka, Japón. Jinja similar al Santuario Asama.

Introducción al Testamento de la Escuela
El Sion (サイオン Saion?), también llamado Introducción al Testamento de la Escuela (聖譜序奏派 Seifu Josōha?) o Introducción a la Escuela (序奏派 Josōha?) es una "iglesia" Pro-Testament. Compuesta principalmente por archidemonios. Son los pueblos nómadas con preferencia hacia el Antiguo Testamento. Está basado en el Judaísmo.
Testamento Solista de la Vieja Escuela
El Católico (カトリック Katorikku?), también llamado Testamento Solista de la Vieja Escuela (聖譜独奏旧派 Seifu Dokusō Kyūha?) o Vieja Escuela (旧派 Kyūha?) es una iglesia Pro-Testament. Los países que siguen esta fe son: K.P.A. Italia (líder con su Papa-presidente como el jefe de la congregación), Tres España, y Hexagone Française. Caracterizado por los estrictos preceptos religiosos, persecución contra la magia negra y la adoración de los santos. Los bancos y el modelo de negocio de "interés" (como en, pago de dinero adicional en los préstamos de dinero) no están permitidos por la religión. Debido a los muchos años de acumulación de poder y crianza. sus conocimientos e influencia son enormes. Está basado en el catolicismo.
Protestante
El Protestante (プロテスタント Purotesutanto?), también llamado Testamento Solista de la Escuela Revisada (聖譜独奏改派 Seifu Dokusō Kaiha?) o Escuela Revisada (改派 Kaiha?) es una "iglesia" Pro-Testament. Está compuesta por algunos sectores de M.H.R.R. en oposición a los alemanes de la "vieja escuela". Los protestantes son sobrios, comercialmente adeptos y siguen en todo al Testament. Permanecen en guerra con los católicos para recrear la historia adecuadamente. Está basado en el Protestantismo.
Testamento Inglés de la Escuela Concierto
La Escuela Anglicana (アングリカンチャーチ Angurikanchāchi?), también llamada Testamento Inglés de la Escuela Concierto (英国聖譜協奏派 Igirisu Seifu Kyōsōha?) o Iglesia de Inglaterra (英国協 Igirisu-kyō?) es una "iglesia" Pro-Testament. Como su nombre lo indica, este es el principal sistema de creencias en Inglaterra. Está basado en el Anglicanismo.
Testamento Ruso de la Escuela Concierto
La Ortodóxa (オルソドクシア Orusodokushia?), también llamada Testamento Ruso de la Escuela Concierto (露西亜聖譜協奏派 Roshia Seifu Kyōsōha?) o Santa Iglesia (聖協 Sei-kyō?) es una "iglesia" Pro-Testament. Religión principal en los territorios de Sviet Russia. Interpretación rusa del catolicismo, tienen predilección de las pinturas santificadas y la iconografía sagrada. Está basada en la ortodoxia.
Shinto
Shinto (神道 Shinto?) es una "iglesia" No-Testament. Los 8'000.000 de dioses del Lejano Oriente, inesperadamente espontáneos. Sus seguidores pueden pedir prestado poderes y habilidades de sus dioses pidiendo al dios con el que son contratados para ello y haciendo las ofrendas apropiadas para crear el efecto deseable. Por lo general, utilizan "Mouses" como intermediarios divinos. Está basado en el Sintoísmo.
Sistema Mlasi Vástago del Testament
El Sistema Mlasi Vástago del Testament (聖譜派生ムラサイ系 Seifu Hasei Murasai-kei?) es una denominación para los dógmas no-Tsirhc alineados en Pro-Testamento generada desde las Religiones abrahámicas (principalmente el islam) de la antigua edad de la tierra. Principal método de enseñanza en el Medio Oriente, sólo después del Sistema Tsirhc.
Iglesias No-Testament
Sistema no-Testament (非聖譜系 Hiseifu-kei?) es una denominación a las doctrinas herederas no-Testamento del este asiático y las religiones dharmicas desde la antigua edad de la tierra. Como su nombre lo indica, y en oposición a los otros sistemas, no adoran al Testamento ni la Recreación de la Historia.
Oat
Oat (オウト Outo?) también conocido como Los Siete Elementos del Camino de los Seis Sabios (七部六仙道 Shichibu Roku Sendō?) o El Camino del Sabio (仙道 Sendō?) es una "iglesia" No-Testament. Principal tradición filosófica y religiosa en Qing-Takeda, llena de sabios y ramen. Está basada en el Taoísmo.
La Paz de Samsara
Dunhi (ダンハイ Danhai?) también conocida como La Paz de Samsara (輪廻道 Rin'ne-dō?) es una "iglesia" No-Testament. Religión predominante en los países unidos de la India con la creación y destrucción tanto de un sistema de creencias y Curry como de alimentos comunes. Con la significancia de la idea de cambiar la naturaleza de los dioses, o en otras palabras, el cómo afecta a los seres divino con habilidades. Enseña la reencarnación mortal del alma y el camino hacia el Nirvana. Está basada en el Hinduismo.
Bruja
Término genérico que designa a quienes usan la magia. Objetivo perseguido por el Tsirhc.
Herejía
Creencia especialmente religiosa que entra en conflicto con el dogma Tsirhc, es decir, que no pertenece a la "Vieja Escuela".

### Marcas
Nombre o identificación comercial primordial de una entidad corporativa. Tiene relación con varios identificadores, y lleva a cabo el desarrollo de las ventas de armas y piezas, para apoyar la recreación de la historia.
IZUMO Industrial Trade Guild
IZUMO Industrial Trade Guild (出雲産業座 Izumo Sangyouza?) es un conglomerado de empresas que ofrece diversos servicios a sus clientes a lo largo del Lejano Oriente. Una de las mayores creaciones de IZUMO es la nave Musashi. Sus principales productos son: naves, alimentos, ropa, refugios y repuestos para los Dioses de Guerra; aunque también están: la llave de Naomasa y el arma de la maestra Oriotorai.
Izumo
Su principal marca y zona neutral independiente dentro de Hexagone Française.
Shirasago Enterprises
Shirasago Enterprises (白砂台座?) es la marca de sus productos relacionados con el sintoísmo. Patrocinador del santuario Asama. Entre sus productos están: los dos arcos de Tomo Asama: Kata Ume (arco plegable) y el Ume Tsubaki (arco enorme).
San Mercado
San Mercado (清らか大市 Kiyoraka Daishi?) es una empresa estatal de Tres España. Realizan diversos productos y tienen varias tiendas. También se dedicaban a construir Dioses de Guerra, aunque en este momento están tecnológicamente atrasados, por lo que K.P.A. Italia les vende las partes.
Fino Alba
Fino Alba (?) es una empresa estatal de K.P.A. Italia. Está vinculada a la religión católica, de hecho su líder debe ser quien tenga el puesto del Papa. Desarrollan sistemas accionamiento, equipamiento y conversión de Éter, entre otros; y aunque realiza una gran variedad de productos, la mayoría están relacionados con el uso de Éter.
ArchsArt
ArchsArt (大属の芸術?) es una empresa de Inglaterra. Está vinculada a la Iglesia Anglicana. A pesar de su variedad, la gran mayoría de sus productos son de uso doméstico y aparatos o sistemas para el uso de técnicas de combate mediante el uso de éter. Últimamente realiza trabajos en conjunto con IZUMO Industrial Trade Guild.

## Terminología
Los siguientes términos de elementos son utilizados a lo largo de la historia de las novelas ligeras:

### Términos generales
Testamento
Un libro de historia que registra la historia de la antigua tierra. Para garantizar el eventual retorno de la humanidad al espacio, la historia original es recreada para evidenciar sus principales eventos en el orden cronológico con los individuos elegidos para retomar el papel de personajes históricos de dichos eventos. Por alguna razón se interrumpe la recreación de la historia en 1648 con el último evento predicho para ser recreado siendo la paz de Westfalia. Hay rumores de que esto ocurre debido a que el apocalipsis está establecido para que suceda después de estos particulares acontecimientos. En estos eventos, el Far East actualmente juega un papel neutral en ese entonces en la historia original, Japón está bajo el Shogunate of Tokugawa, aislado del resto del mundo, teniendo así poca o ninguna participación alguna en los acontecimientos que ocurren en el extranjero.
Muñeca autómata

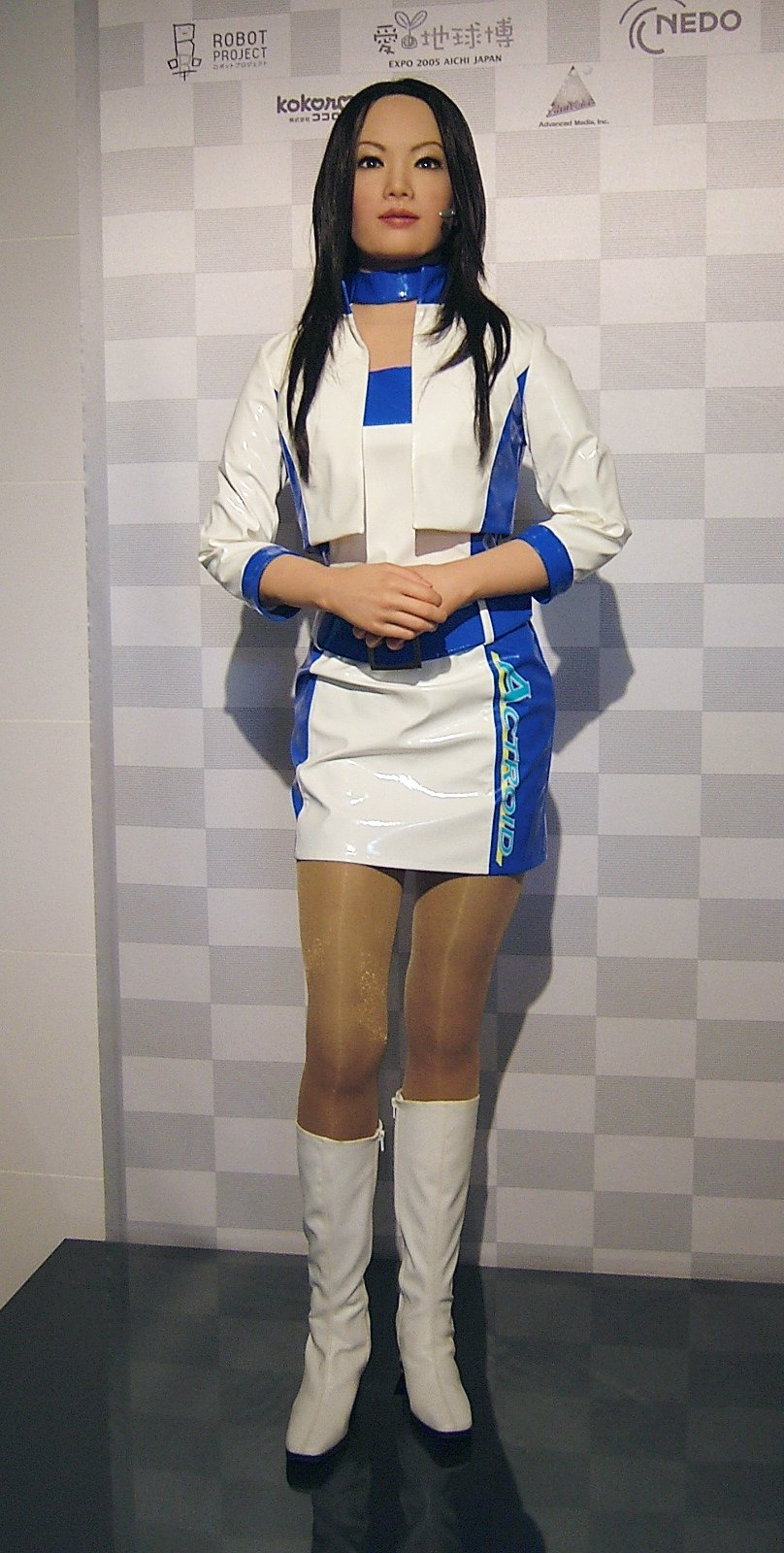
Androide Actroid-DER, desarrollada por la compañía KOKORO para servicio al cliente. Conocida comúnmente como "muñeca autómata".

Una raza de muñecas que poseen un alma que reside en ellas; una naturaleza servicial hacia sus amos está incorporada.
Unión de Testamento
También conocido como Seiren, es una organización establecida por las superpotencias del mundo, responsables de la buena conducción de la recreación de la historia. Abreviatura de "Seifu Renmei".
La separación Jud./Tes. es un marcador omnipresente que establece la lejanía de los orientales. Constantemente les recuerda los pecados y la subyugación de sus ancestros, así como la opresión que sufren en la actualidad.
Jud/Judge
Una abreviatura de la palabra "Judgment"; es el término utilizado por los afiliados del Far East, especialmente por los habitantes de Musashi, como una observación positiva. Se señala específicamente como un término utilizado por delincuentes en un ambiente de la corte.
Tes/Testament
Una abreviatura de la palabra "Testament"; es un término que sólo es utilizado por los habitantes de los miembros de la Unión del Testamento. Originalmente, la observación se utiliza para simbolizar el sello de una persona con los dioses mediante un contrato.
Territorios armónicos
Se refiere a las áreas de los Harmonic Divine States que tuvieron áreas sobrescritas del mundo real. Su apariencia es la de una columna de luz, y el clima dentro de los territorios difiere del clima exterior.
Recreación de la historia
Se refiere a la recreación de la historia registrada en los Testaments. Elegido como un medio para volver una vez más a los cielos en los que la gente una vez solía residir. La Unión del Testamento es principalmente el responsable de esto.
Siete pecados capitales

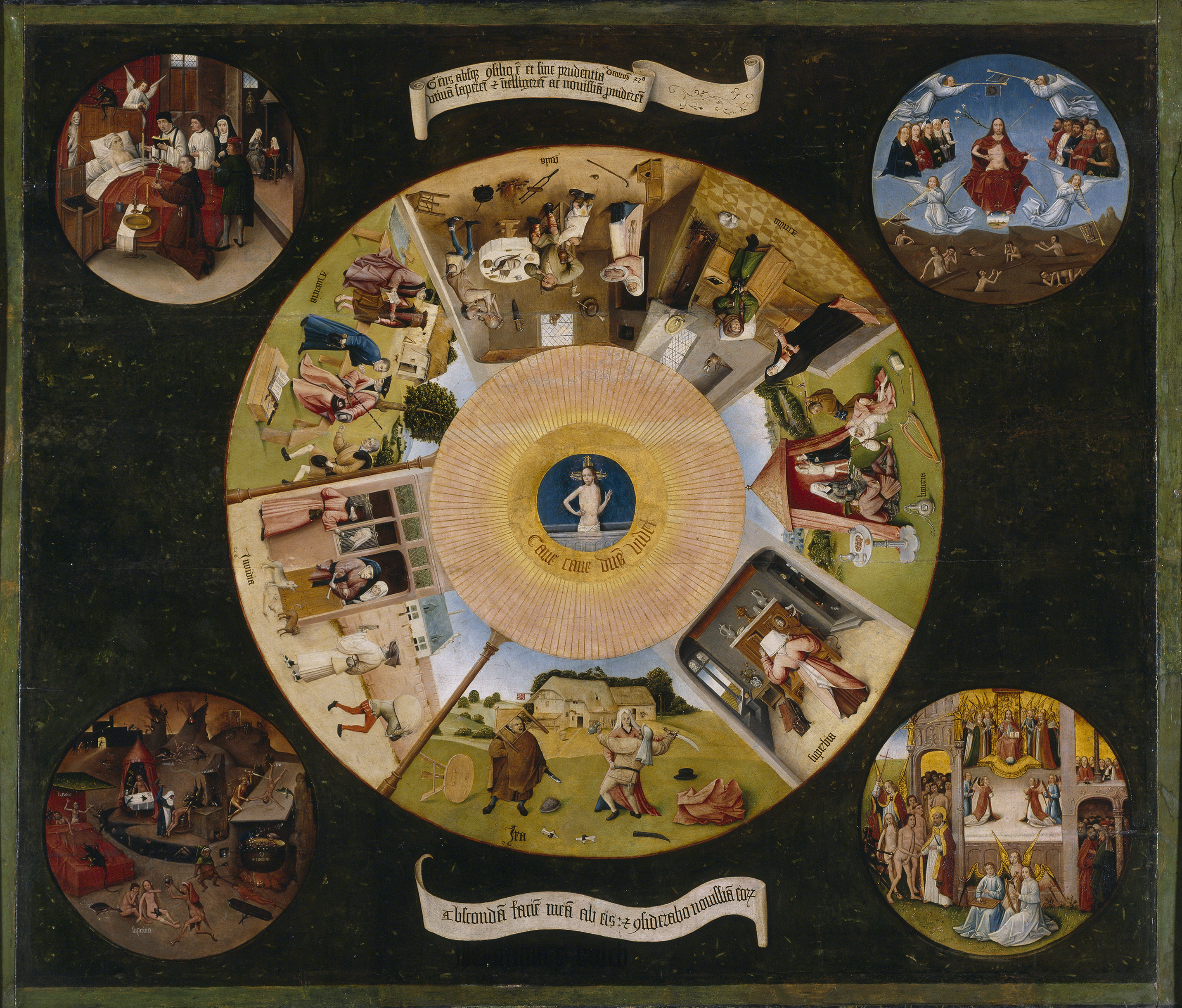
Hay un gran círculo dividido en siete partes, que muestra cada uno de los siete pecados capitales, que pueden ser identificados por sus inscripciones en latín.

Los deseos o emociones que llevan a las personas para que cometan pecados. Estos son: el orgullo, la envidia, la ira, la pereza, la avaricia, la gula y la lujuria.
Ocho pensamientos malvados
Se utiliza como base a los siete pecados capitales. Ellos y la Hyperēphania (soberbia).
Canción de paso
Una de las canciones de cuna del Far East.
Camino del Remordimiento
Se refiere a un camino ubicado en el lado de estribor de la superficie de Okutama. Aún lado del camino hay un pequeño sendero un poco árido donde se ve la lápida de una chica llamada "Horizon A." quien fallece en este mismo lugar en el pasado.

## Armamento
Las siguientes armas son utilizadas por los miembros de cada región en las batallas para recrear la historia:

### Cáscaras Mecánicas
Es un tipo de armadura o exoesqueleto mecánico utilizada por algunos personajes. Algunas de las características son la función de vuelo y maniobrabilidad a alta velocidad gracias a su diseño.
Hon juu "Raging Beast"
Cáscara mecánica enorme y pesada de color azul, perteneciente a Adele Barufetto.
Futen Mukade
Ciempiés Rodante (不転百足?) es una Cáscara Mecánica propiedad de Date Narumi (Shigezane). Es una armadura de color bermellón y verde oscuro, que tiene cerca de 3 metros de alto y el aspecto de un dragón. Está hecho de acero.
Oni Takemaru
Oni Takemaru (鬼武丸?) es una Cáscara Mecánica propiedad de Shima Sakon (Minamoto no Yoritomo). Durante la Batalla de Nördlingen Shima usó una Cáscara Mecánica llamada "Oni Takemaru" la cual tiene como Sistema Operativo a Minamoto no Yoritomo.
Koma Oumaru
Koma Oumaru (駒王丸?) es una Cáscara Mecánica propiedad de Toshiie Maeda (Minamoto no Yoshinaka).
ShellSchwarz Fräulein (Shell: Upgraded Schwarz Fräulein)
"Black Maiden" (Shell: Schwarz Fräulein) ("黒嬢" シュヴァルツフローレン "Kurojō" shuvu~arutsufurōren?) o "Black Maiden Upgrade" (Shell: Upgraded Schwarz Fräulein) ("新型の黒嬢" シュヴァルツフローレン "Shingata no ku rojō" shuvu~arutsufurōren?) es una Cáscara Mecánica en forma de escoba utilizada por Margot Naito para luchar en el cielo, que le otorga una velocidad equivalente a la de un Dios de la Guerra.
ShellWeiss Fräulein (Shell: Upgraded Weiss Fräulein)
"White Maiden" (Shell: Weiss Fräulein) ("白嬢" ヴァイスフローレン "Shiro jō" vu~aisufurōren?) o "White Maiden Upgrade" (Shell: Upgraded Weiss Fräulein) ("新型の白嬢" ヴァイスフローレン "Shingata no shiro jō" vu~aisufurōren?) es una Cáscara Mecánica en forma de escoba utilizada por Malga Naruze para luchar en el cielo, que le otorga un aumento dramático en su velocidad máxima y le permite a Naruze hacer dibujos espaciales para fijar objetivos o puntos en cualquier lugar.
Usuario Versátil con Cuerpo Protésico
Tachibana Gin es una maestra de este estilo, cuyas habilidades incluyen convocar un gran sistema de artillería.
Cross-Shaped Twin Swords
Doble Espada Cruz (十字双剣 Jiyuujisouken?) son un par de espadas gemelas que se despliegan de los brazos de Gin; ella tiene dos espadas en ambos brazos. Puede ser desvinculados de sus brazos y se pueden utilizar para bloquear los ataques haciéndolas girar como una sierra giratoria.
Arcabuz Cruz
Doble Espada Cruz (十字砲火 "Jūjihōka"·arukabusu kurusu?) son un par de armas de fuego en forma de cruz. Gin a menudo utiliza dos de estos para el combate a distancia larga.
Quatro Cruz
Doble Espada Cruz (四つ角十字 "Yotsukado jūji"·kuatoro kurusu?) es el arma más poderosa en el arsenal de Gin, y la utiliza a menudo para las batallas decisivas. Es un arma de fuego en la forma de una gran cruz y está compuesta por sus grandes brazos robóticos externos, capaces de causar explosiones masivas con un solo disparo.
Curry
El Curry (カレー?) es el dios de los del país. Su usuario es Hassan Fullbush y es una de las armas antibuques de Musashi.
Wars of the Roses
Guerra de las Rosas (千本薔薇十字 Senbon Bara Juji?) son un par de espadas en forma de cruz. Es el arma de F. Walsingham. Se puede desmontar en sí en 128 palas pequeñas y afiladas como cuchillos. Ella puede o bien controlarlos mediante la manipulación de la gravedad o despedirlos a través de cuatro tubos de hierro que también se consideran como parte de la Guerra de las Rosas.
Sword Gravity
Espada Gravitacional (重力刀 Juuryokutou?) es la espada especial de Walter que no tiene una forma discernible. Cuando se retira el mecanismo de seguridad, aparecen dos planos gravitacionales, que actúan como las hojas de la espada. Aquellos que entran en contacto con estos dos planos opuestos de gravedad se trosarán en dos por las fuerzas de gravedad.
Kirihiraki
Irrupción de Niebla (霧拓き?) es una técnica que utiliza Asaskusa-san. Consiste en controlar la niebla con el control de gravedad típico de las autómatas, para hacer la niebla tan densa que incluso puede ser tangible, y darle forma de casi cualquier arma.
Yatagarasu
Son armas largas de fuego, (el "Yatagarasu" era un ave mitológica).

## Incidentes
Harmonic Unification War
La Guerra de Unificación Armónica (重奏統合争乱 Jūsō Tōgō Sōran?) es un conflicto que estalla cuando los Estados Armónicos Divinos se derrumban, y causan una guerra entre el mundo real y el mundo armónico. Dura 31 años, desde el año 1457 hasta 1488 de la era Testament y marca el comienzo de la norma provisional sobre los Estados Divinos (ahora rebautizado como Lejano Oriente) y la Recreación de la Historia de ambos mundos y de la historia japonesa en los territorios con las Academias.
Lost Nobles
Los Nobles Desaparecidos (公主隠し Koushi Kakushi?) son una cadena de desapariciones que han ocurrido durante los últimos tiempos. Estos casos de personas que de repente desaparecen están vinculados a una persona misteriosa llamada la "Noble", y estos eventos dejan una marca distinguible llamado Nikyou Crest.
Nikyou Crest
La Nikyou Crest (二境紋 Nikyou-mon?) es una marca enigmática que aparece cada vez que un caso de Nobles Desaparecidos se lleva a cabo. Muchas veces también queda una inscripción cerca de esta marca la cual parece ser un mensaje de la persona que desaparece.
Apocalypse
El Apocalipsis (末世 Masse?) es el día donde se dice que se acaba el mundo. En el universo de Kyoukai Senjou no Horizon, esto coincide con una fecha en el año 1648 de la era Testament, cien años después de la grabación de los eventos del Testament de repente volvieron a detenerse. Se desconoce si existe tal evento, ya que se basa simplemente en la mecánica de la recreación de la historia, pero el miedo que viene con la posibilidad de un fin del mundo provoca que muchos especulen e investiguen acerca de este evento futuro.
Mappō
Al detenerse la actualización del Testament se da inicio a la guerra que genera especulaciones relacionadas con el apocalipsis. El fenómeno a medida que se propaga va causando un gran daño a su paso, pero nada lo suficientemente grave como para desaparecer el líquido. El "fin del mundo" ha ocurrido varias veces, y está teniendo lugar estos últimos días "nuevamente".

### Reproducción de la historia
Período Sengoku
Guerra en el lejano oriente donde los daimio se disputan a los caudillos. El dominio del lejano oriente se puede dividir en tres etapas en donde estuvieron involucrados P.A. Oda y M.H.R.R. (Hashiba). Antes de lo previsto, se pospone el progreso de la reproducción histórica.
guerra de los Treinta Años
Comienza la guerra civil en M.H.R.R. involucrándolo en las guerras internacionales. La guerra terminó con la conferencia de Westfalia.
Paz de Westfalia
La última actualización del Testamento no se lleva a cabo. Para reproducir la historia del pasado es necesario reconocer lo que está escrito hasta ahora en el libro. M.H.R.R. derrota a Holanda y Suiza, por lo que llegan a un acuerdo. Actualmente Musashi se dirige a la única conferencia internacional abierta al público.
Batalla de Lepanto
La batalla de Miyajima es una guerra, de la que provienen varios de los nombres heredados.
- Entre los beligerantes las fuerzas laterales más representativas de la batalla de Lepanto son: Tres España Vs. PA O.D.A..
- Entre los beligerantes las fuerzas laterales más representativas de la batalla de Miyajima son: Tres España Vs. Hexagone Française.

En el momento Tres España se encuentra en el Reino Unido, y junto con M.H.R.R. forman una alianza con K.P.A. Italia, y el Hexagone Française es embestido por su contragolpe. Además, puesto que P.A. ODA consigue una victoria de hecho es su propia declaración de la derrota en la que logra la reproducción de una parte de la historia, es decir, la invasión del territorio. La guerra deja una gran cantidad de daños y bajas gracias a la feroz batalla que demuestra esos signos de matanza.

## Contenido de la obra

### Novelas ligeras
Kyōkai Senjō no Horizon es una serie de novelas ligeras escritas por Minoru Kawakami e ilustradas por Satoyasu Matsuri que tienen un tamaño considerable entre por encima de 500 y algunas superan las 1.000 páginas que inicia su serialización en la revista Dengeki Bunko en septiembre de 2008, y con la publicación del primer capítulo en octubre de 2008, comienza una serie consecutiva que aún esta en curso en la revista Dengeki Bunko Magazine, al igual que las antologías. Hasta el 10 de junio de 2015, ocho volúmenes han sido publicados por Dengeki Bunko de ASCII Media Works. Veintiuno volúmenes recopilatorios que cubren ocho arcos por separado han sido publicados por la imprenta de ASCII Media Works, Dengeki Bunko.
Una serie de mini-novelas titulada GÉNESIS - Shiriizu kyoukai Senjou no Horizon Kimitoasamade (GÉNESISシリーズ 境界線上のホライゾン きみとあさまで?) esta serie de mini-novelas, escrita por Kawakami Minoru e ilustrada por Satoyasu Matsuri se ubica un año antes de los sucesos en la serie de novelas ligeras principal (en el año 1647), relata especialmente como se forma el grupo musical, integrado por los personajes femeninos Aoi Kimi, Nate Mitotsudaira y Tomo Asama quienes tocan instrumentos como el Taiko eléctrico, el Biwa eléctrico y el teclado eléctrico (en el anime), el violín (en las novelas) respectivamente. Esta serie de mini-novelas cuenta con cincuenta y ocho capítulos para un total de ocho volúmenes, y es liberada por Dengeki Bunko junto con el lanzamiento del volumen de la primera, tercera, quinta y séptima edición de la serie anime en formato Blu-ray. La palabra "Kimitoasamade" hace referencia a las personajes femeninas KIMItoasamade kiMITOasamade kimitoASAMAde que entre otros términos significa "contigo hasta el amanecer".
El 8 de noviembre de 2014, Dengeki Bunko liberó una mini-novela escrita por Kawakami Minoru e ilustrada por Satoyasu Matsuri titulada Kyoukai Senjou no Horizon - Girls Talk Ookami to Tamashii (境界線上のホライゾン ガールズトーク　狼と魂?), que cuenta con diecisiete capítulos para un total de trescientas setenta y seis páginas. La mini-novela es una historia paralela, por lo que relata sucesos del pasado (de hace tres años, donde los estudiantes de la clase 3-Plum tienen alrededor de catorce años de edad), y también trata temas actuales (los eventos dentro de la serie de novelas ligeras principal).

#### Volúmenes
| N.º | Título | Fecha de lanzamiento     | Número de páginas | Número de arcos | ISBN              | Nota(s)    |
| --- | --- | ------------------------ | ----------------- | --------------- | ----------------- | ---------- |
| 1   | Horizonte en el Medio de la Nada (1A) Kyōkai Senjō no Horizon I (Jō) (境界線上のホライゾンI<上>)          | 10 de septiembre de 2008 | 543               | Arco 1 1314     | 978-4-04-867218-4 | [ Nota 4 ] |
| 2   | Horizonte en el Medio de la Nada (1B) Kyōkai Senjō no Horizon I (Ge) (境界線上のホライゾンI<下>)          | 10 de octubre de 2008    | 771               | Arco 1 1314     | 978-4-04-867270-2 | [ Nota 5 ] |
| 3   | Horizonte en el Medio de la Nada (2A) Kyōkai Senjō no Horizon II (Jō) (境界線上のホライゾンII<上>)        | 10 de junio de 2009      | 905               | Arco 2 2058     | 978-4-04-867848-3 | [ Nota 6 ] |
| 4   | Horizonte en el Medio de la Nada (2B) Kyōkai Senjō no Horizon II (Ge) (境界線上のホライゾンII<下>)        | 10 de julio de 2009      | 1153              | Arco 2 2058     | 978-4-04-867901-5 | [ Nota 7 ] |
| 5   | Horizonte en el Medio de la Nada (3A) Kyōkai Senjō no Horizon III (Jō) (境界線上のホライゾンIII<上>)      | 10 de junio de 2010      | 737               | Arco 3 2517     | 978-4-04-868600-6 |            |
| 6   | Horizonte en el Medio de la Nada (3B) Kyōkai Senjō no Horizon III (Chū) (境界線上のホライゾンIII<中>)     | 10 de julio de 2010      | 833               | Arco 3 2517     | 978-4-04-868647-1 |            |
| 7   | Horizonte en el Medio de la Nada (3C) Kyōkai Senjō no Horizon III (Ge) (境界線上のホライゾンIII<下>)      | 10 de septiembre de 2010 | 897               | Arco 3 2517     | 978-4-04-868735-5 |            |
| 8   | Horizonte en el Medio de la Nada (4A) Kyōkai Senjō no Horizon IV (Jō) (境界線上のホライゾンIV<上>)        | 10 de septiembre de 2011 | 673               | Arco 4 2403     | 978-4-04-870805-0 |            |
| 9   | Horizonte en el Medio de la Nada (4B) Kyōkai Senjō no Horizon IV (Chū) (境界線上のホライゾンIV<中>)       | 10 de octubre de 2011    | 737               | Arco 4 2403     | 978-4-04-870806-7 |            |
| 10  | Horizonte en el Medio de la Nada (4C) Kyōkai Senjō no Horizon IV (Ge) (境界線上のホライゾンIV<下>)        | 10 de diciembre de 2011  | 993               | Arco 4 2403     | 978-4-04-870807-4 |            |
| 11  | Horizonte en el Medio de la Nada (5A) Kyōkai Senjō no Horizon V (Jō) (境界線上のホライゾンV<上>)          | 10 de agosto de 2012     | 712               | Arco 5 1712     | 978-4-04-886854-9 |            |
| 12  | Horizonte en el Medio de la Nada (5B) Kyōkai Senjō no Horizon V (Ge) (境界線上のホライゾンV<下>)          | 10 de octubre de 2012    | 1000              | Arco 5 1712     | 978-4-04-886855-6 |            |
| 13  | Horizonte en el Medio de la Nada (6A) Kyōkai Senjō no Horizon VI (Jō) (境界線上のホライゾンVI<上>)        | 10 de mayo de 2013       | 711               | Arco 6 2608     | 978-4-04-891623-3 |            |
| 14  | Horizonte en el Medio de la Nada (6B) Kyōkai Senjō no Horizon VI (Chū) (境界線上のホライゾンVI<中>)       | 10 de julio de 2013      | 840               | Arco 6 2608     | 978-4-04-891820-6 |            |
| 15  | Horizonte en el Medio de la Nada (6C) Kyōkai Senjō no Horizon VI (Ge) (境界線上のホライゾンVI<下>)        | 10 de septiembre de 2013 | 1057              | Arco 6 2608     | 978-4-04-891624-0 |            |
| 16  | Horizonte en el Medio de la Nada (7A) Kyōkai Senjō no Horizon VII (Jō) (境界線上のホライゾンVII<上>)      | 8 de febrero de 2014     | 799               | Arco 7 2639     | 978-4-04-866311-3 |            |
| 17  | Horizonte en el Medio de la Nada (7B) Kyōkai Senjō no Horizon VII (Chū) (境界線上のホライゾンVII〈中〉)   | 10 de abril de 2014      | 824               | Arco 7 2639     | 978-4-04-866475-2 |            |
| 18  | Horizonte en el Medio de la Nada (7C) Kyōkai Senjō no Horizon VII (Ge) (境界線上のホライゾンVII〈下〉)    | 10 de junio de 2014      | 1016              | Arco 7 2639     | 978-4-04-866564-3 |            |
| 19  | Horizonte en el Medio de la Nada (8A) Kyōkai Senjō no Horizon VIII (Jō) (境界線上のホライゾンVIII〈上〉)  | 10 de febrero de 2015    | 744               | Arco 8 2568     | 978-4-04-869255-7 |            |
| 20  | Horizonte en el Medio de la Nada (8B) Kyōkai Senjō no Horizon VIII (Chū) (境界線上のホライゾンVIII〈中〉) | 10 de abril de 2015      | 824               | Arco 8 2568     | 978-4-04-865071-7 |            |
| 21  | Horizonte en el Medio de la Nada (8C) Kyōkai Senjō no Horizon VIII (Ge) (境界線上のホライゾンVIII〈下〉)  | 10 de junio de 2015      | 1000              | Arco 8 2568     | 978-4-04-869263-2 |            |

#### Otros volúmenes
| N.º | Título | Fecha de lanzamiento     | Número de páginas | Número de arcos |
| --- | --- | ------------------------ | ----------------- | --------------- |
| 1   | Kyoukai Senjou no Horizon: Kimitoasamade I (1A) (シリーズ 境界線上のホライゾン きみとあさまで I 〈上〉)       | 22 de diciembre de 2011  | 150               | Primera camada  |
| 2   | Kyoukai Senjou no Horizon: Kimitoasamade II (1B) (シリーズ 境界線上のホライゾン きみとあさまで II 〈中〉)     | 24 de febrero de 2012    | 180               | Primera camada  |
| 3   | Kyoukai Senjou no Horizon: Kimitoasamade III (2A) (シリーズ 境界線上のホライゾン きみとあさまで III 〈上〉)   | 20 de abril de 2012      | 180               | Primera camada  |
| 4   | Kyoukai Senjou no Horizon: Kimitoasamade IV (2B) (シリーズ 境界線上のホライゾン きみとあさまで IV 〈中〉)     | 22 de junio de 2012      | 200               | Primera camada  |
| 5   | Kyoukai Senjou no Horizon: Kimitoasamade V (3A) (シリーズ 境界線上のホライゾン きみとあさまで V 〈上〉)       | 21 de septiembre de 2012 | 150               | Segunda camada  |
| 6   | Kyoukai Senjou no Horizon: Kimitoasamade VI (3B) (シリーズ 境界線上のホライゾン きみとあさまで VI 〈中〉)     | 22 de noviembre de 2012  | 260               | Segunda camada  |
| 7   | Kyoukai Senjou no Horizon: Kimitoasamade VII (4A) (シリーズ 境界線上のホライゾン きみとあさまで VII 〈上〉)   | 29 de enero de 2013      | 270               | Segunda camada  |
| 8   | Kyoukai Senjou no Horizon: Kimitoasamade VIII (4B) (シリーズ 境界線上のホライゾン きみとあさまで VIII 〈中〉) | 22 de marzo de 2013      | 490               | Segunda camada  |

| N.º | Título                                                | Fecha de lanzamiento    | Número de páginas | ISBN              |
| --- | ----------------------------------------------------- | ----------------------- | ----------------- | ----------------- |
| 1   | Girls Talk Ookami to Tamashii (ガールズトーク 狼と魂) | 8 de noviembre de 2014  | 376               | 978-4-04-869039-3 |
| 2   | Girls Talk Matsuri to Yume (ガールズトーク 祭と夢)    | 10 de noviembre de 2015 | 488               | 978-4-04-865545-3 |

### Manga

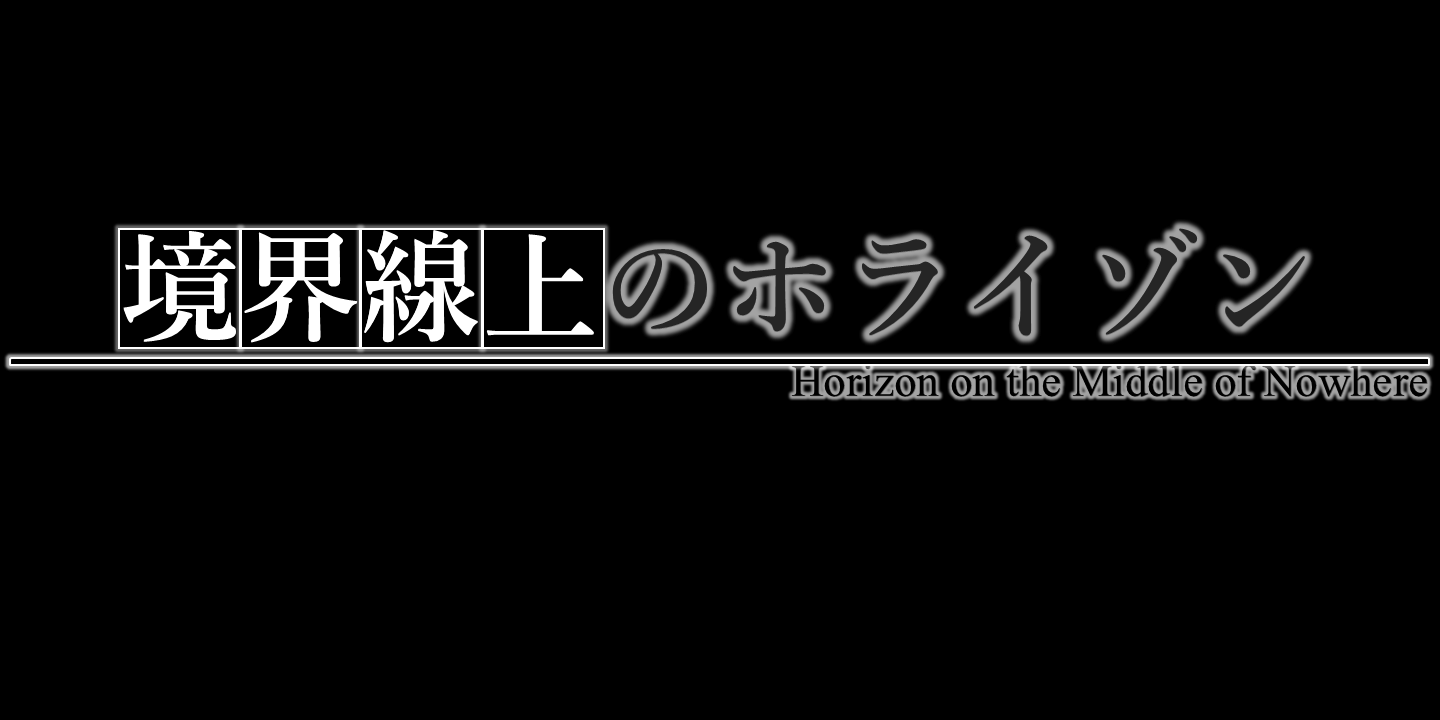
Logotipo de la serie de manga.

Una adaptación manga ilustrada por Hideo Takenaka basada en la serie de novelas ligeras creada por Kawakami Minoru, es anunciada en la edición de agosto de 2011 en la revista Dengeki Daioh y posteriormente en Dengeki Comics, ambas de ASCII Media Works; y comienza la serialización en septiembre de 2011 en la misma revista. Hasta el mes de junio del año 2015 han sido publicados 6 volúmenes en la revista Dengeki Daioh.
Una segunda, tira cómica manga de cuatro viñetas, ilustrada por Kuraun Hani y titulada Kyōkaisen-jō no Horako-san (境界線上のホラ子さん?) que aunque responde a la demanda de los fanáticos, también está basada en la historia original haciéndola "entretenida incluso para aquellos fanáticos que solo siguen el manga y el anime", ya que el final sirve como una introducción para los personajes principales; es serializada entre las ediciones de octubre de 2011 y octubre de 2012 en las revistas Dengeki Daioh y Dengeki 4-koma Daioh Komoe; entre las ediciones de enero y noviembre de 2012 en la revista Dengeki G's Magazine, todas de ASCII Media Works.
Un tercer manga ilustrado por Hani Kuraun y titulado Kyōkai Senjō no Horako-san: Shucchouban (境界線上のホラ子さん出張版 Kyōkaisen-jō no Horako-san: Shucchouban?) también es liberado por la revista Dengeki G's Magazine.
Una cuarta tira cómica manga de cuatro viñetas, ilustrada por Azuma Masakadu, y titulada 4-koma Koushiki Anthology: Kyōkai Senjō no Horizon (4コマ公式アンソロジー 境界線上のホライゾン 4-koma Koushiki Anthology: Kyōkaisen-jō no Horizon?) es publicada en la revista Dengeki G's Magazine.

#### Volúmenes
| N.º | Título                   | ASCII Media Works                                                                            | ASCII Media Works | ASCII Media Works | Kadokawa Taiwán        | Kadokawa Taiwán   |
| N.º | Título                   | Fecha de lanzamiento                                                                         | Número de páginas | ISBN              | Fecha de lanzamiento   | ISBN              |
| --- | ------------------------ | -------------------------------------------------------------------------------------------- | ----------------- | ----------------- | ---------------------- | ----------------- |
| 1   | 境界線上のホライゾン (1) | 27 de agosto de 2011 (inicio de la publicación) 27 de marzo de 2012 (liberación del volumen) | 193               | 978-4-04-886493-0 | 7 de noviembre de 2012 | 978-986-325-042-5 |
| 2   | 境界線上のホライゾン (2) | 27 de septiembre de 2012                                                                     | 156               | 978-4-04-891019-4 | 22 de marzo de 2013    | 978-986-325-288-7 |
| 3   | 境界線上のホライゾン (3) | 27 de mayo de 2013                                                                           | 194               | 978-4-04-891686-8 | 16 de julio de 2014    | 978-986-366-059-0 |
| 4   | 境界線上のホライゾン (4) | 21 de diciembre de 2013                                                                      | 194               | 978-4-04-866154-6 | 12 de marzo de 2015    | 978-986-366-388-1 |
| 5   | 境界線上のホライゾン (5) | 27 de agosto de 2014                                                                         | 178               | 978-4-04-866842-2 | 14 de octubre de 2015  | 978-986-366-684-4 |
| 6   | 境界線上のホライゾン (6) | 27 de marzo de 2015 (inicio de la publicación) 27 de mayo de 2015 (liberación del volumen)   | 226               | 978-4-04-865169-1 | abril de 2016          | 978-986-473-050-6 |

#### Otros volúmenes
| N.º | Título                                                               | Fecha de lanzamiento     | Número de páginas | ISBN              |
| --- | -------------------------------------------------------------------- | ------------------------ | ----------------- | ----------------- |
| 1   | Kyōkaisen-jō no Horako-san (境界線上のホラ子さん)                    | 27 de octubre de 2012    | 188               | 978-4-04-891110-8 |
| 2   | Kyōkaisen-jō no Horako-san: Shucchouban (境界線上のホラ子さん出張版) | 28 de septiembre de 2013 | 44                |                   |

| N.º | Título                                                                                          | Fecha de lanzamiento  | Número de páginas | ISBN              |
| --- | ----------------------------------------------------------------------------------------------- | --------------------- | ----------------- | ----------------- |
| 1   | 4-koma Koushiki Anthology: Kyōkai Senjō no Horizon (4コマ公式アンソロジー 境界線上のホライゾン) | 27 de octubre de 2012 | 119               | 978-4-04-891107-8 |

### Anime

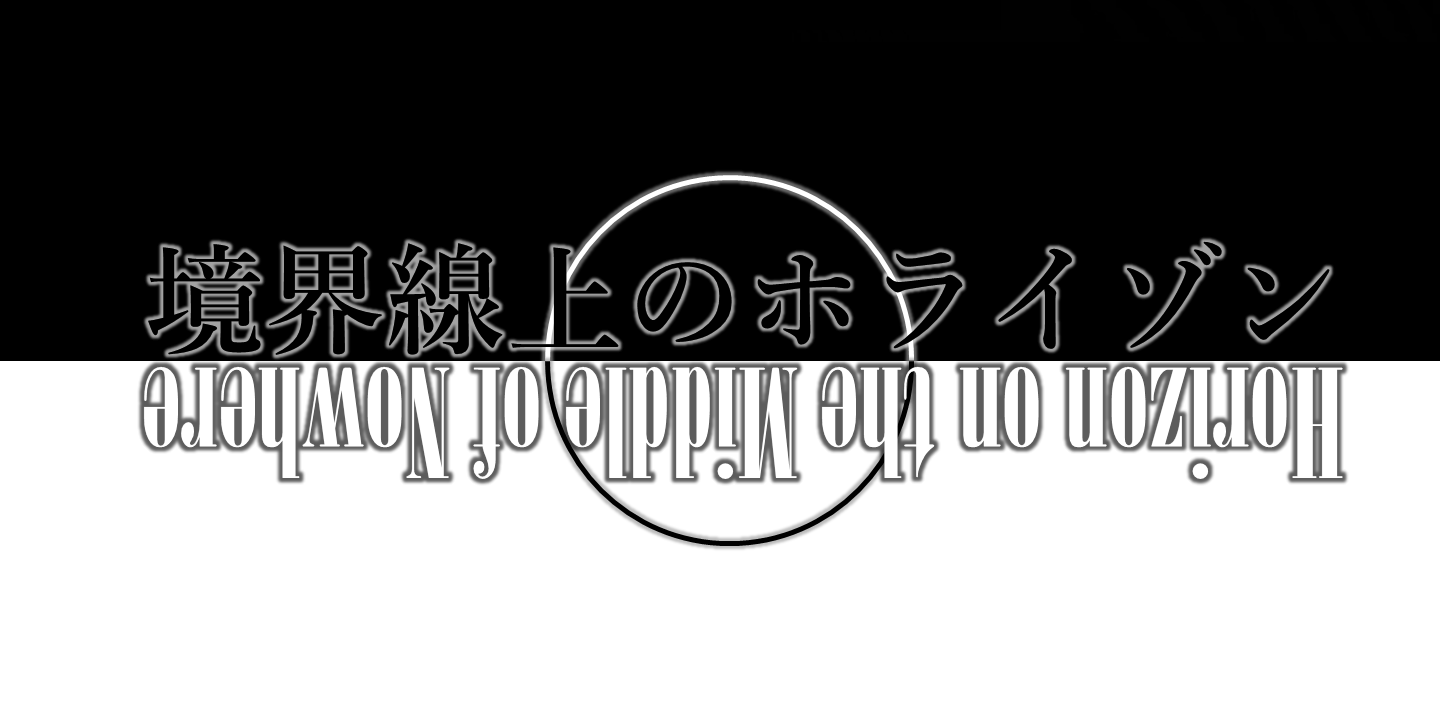
Logotipo de la primera temporada.

Una serie anime basada en la serie de novelas ligeras se anuncia en marzo de 2011 en la revista Dengeki Bunko Magazine, en donde también se publica la serie de novelas ligeras. Bandai Channel anuncia que el 9 de abril de 2011, ofrece en directo considerar la producción de una serie anime de las obras escritas por Kawakami Minoru. La serie anime de dos temporadas con trece episodios cada una es dirigida por Manabu Ono y producida por Sunrise; la primera temporada se estrena en la noche del 1 de octubre de 2011 en Japón, por MBS. Unos días después también comienza su primera transmisión en CTC, TVK, TVS, Tokyo MX y TVA. El último episodio de la primera temporada sale al aire el 24 de diciembre de 2011. Una segunda temporada es anunciada en el verano del año 2012 y comienza a transmitirse entre el 7 de julio y el 29 de septiembre de 2012. La serie anime en cuanto a la animación es una de las más destacadas, entre los proyectos de Sunrise. Al mismo tiempo, durante los créditos, se da el anuncio para una segunda temporada. La serie ha sido licenciada por Sentai Filmworks en Norteamérica y es transmitida simultáneamente a través de Anime Network el 4 de octubre de 2011 con subtítulos disponibles en inglés, seguido de la liberación de un vídeo doméstico en 2012; también comienza a transmitirse el 15 de octubre del mismo año, por Crunchyroll. Del mismo modo, Animax adquiere una licencia y comienza a emitir la serie de anime el 16 de enero de 2012. Sentai también licencia la segunda temporada para su lanzamiento en televisión y vídeo doméstico en 2013.

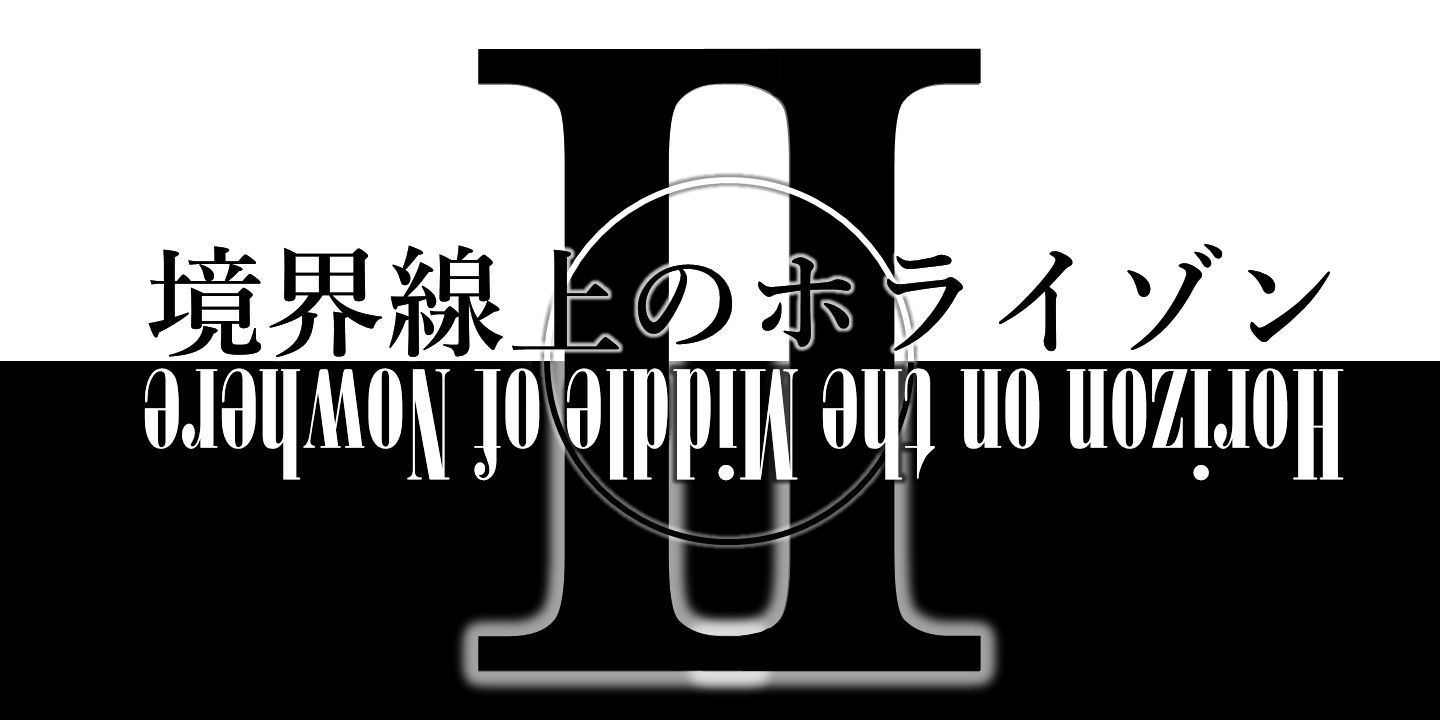
Logotipo de la segunda temporada.

Bandai Visual lanza el primer volumen de la primera temporada del anime, únicamente en formato Blu-ray el 22 de diciembre de 2011 y está disponible en dos versiones, edición limitada y edición regular; además de estar subtitulada al inglés. 7 discos en formato Blu-ray han sido liberados tanto para la primera temporada como para la segunda, para un total de catorce. El último episodio de la serie anime se emite el 25 de diciembre de 2011. Junto con el último formato Blu-ray de la serie, viene adjunto un folleto que anuncia la noticia de que en septiembre del año 2013 sale a la venta una enciclopedia que contiene en setecientas páginas más de dos mil ilustraciones, desde diseño de personajes hasta escenarios, además de anotaciones y entrevistas con el personal de producción del anime.

#### Personal de producción
En la siguiente tabla están listadas las personas y compañías que están dentro del desarrollo de la serie anime y como están involucradas:
| Nombre/Apellido                                           | Cargo                             |
| --------------------------------------------------------- | --------------------------------- |
| Kawakami Minoru                                           | Escritor (autor original)         |
| Satoyasu Matsuri                                          | Ilustrador (diseño de personajes) |
| Katou Tatsuya                                             | Compositor (ambientación musical) |
| Hirayama Rikokorozashi Makimoto Yuki                      | Productores                       |
| Daisuke Imai                                              | Editor                            |
| Hiroaki Matsuura                                          | Productor de CG                   |
| Satoshi Kimura                                            | Diseñador de accesorios           |
| Kenichi Morioka Tomoyuki Aoki Yukie Inose                 | Escenografía                      |
| Yoshitaka Kawaguchi Kouichi Ueyama Kazutomo Suzuki        | Planificadores                    |
| Urahata Tatsuhiko                                         | Composición de la serie           |
| Yokoyama Sayoko                                           | Diseño de colores                 |
| Aikei Yukiko Tomoyuki Fujii Shinya Nishizawa Suzuki Kanta | Diseño de personajes              |
| Takumi Sakura Hiroyuki Taiga                              | Diseño de mechas                  |

| Nombre/Apellido               | Cargo                                        |
| ----------------------------- | -------------------------------------------- |
| Manabu Ono                    | Director (director en jefe)                  |
| Tomoki Takuno Ibata Yoshihide | Asistentes del director                      |
| Yasuhiro Tanabe               | Subdirector                                  |
| Kazuo Nagai                   | Director artístico                           |
| Tomoyuki Fujii                | Director de animación                        |
| Tomohiro Kawahara             | Director de habilidades y efectos especiales |
| Tsuruoka Yota                 | Director de sonido                           |
| Tadashi Kitaoka               | Director de fotografía                       |

| Nombre/Apellido   | Tipo                              |
| ----------------- | --------------------------------- |
| ASCII Media Works | Editorial                         |
| Bandai Visual     | Producción de anime               |
| Sony PCL          | Posproductora de contenido visual |
| Sunrise           | Estudio de animación              |
| Lantis            | Publicidad y mercadeo musical     |

| Nombre                                   | País              |
| ---------------------------------------- | ----------------- |
| Mainichi Broadcasting System (MBS)       | Japón             |
| Chiba Television Broadcasting (CTC)      | Japón             |
| TV Kanagawa (TVK)                        | Japón             |
| TV Saitama (TVS)                         | Japón             |
| Tokyo Metropolitan Television (Tokyo MX) | Japón             |
| TV Aichi (TVA)                           | Japón             |
| Bandai Channel                           | Japón             |
| Nippon BS (BS11)                         | Japón             |
| Sentai Filmworks                         | América del Norte |
| Manga Entertainment                      | Reino Unido       |
| Madman Entertainment                     | Australasia       |

#### Banda sonora
Es una compilación de cuatro discos de las distintas bandas sonoras y canciones utilizadas en las series anime Kyōkai Senjō no Horizon y Kyōkai Senjō no Horizon II. En los episodios quinto, décimo tercero de la primera temporada, y el décimo tercero de la segunda temporada el tema de apertura es sesgado, ya que estos continúan con lo ocurrido al final del episodio inmediatamente anterior.
El tema de apertura de la primera temporada es "TERMINATED", escrito por Aki Hata, Daisuke Kikuta quien hace la composición y otros arreglos e interpretado por Minori Chihara; es publicado oficialmente por Lantis el 19 de octubre de 2011 y en la semana entre el 17 y 23 de octubre de 2013 se ubica la posición #9 en ranking de los sencillos semanales realizado por Oricon; los dos temas de cierre son "-Side Ariadust- Pieces", apoyado por la composición de Kyoichi Miyazaki, cuenta con una versión instrumental, y ambas canciones son publicadas oficialmente por Lantis el 9 de noviembre de 2011 y se ubicagg en la posición #34 en ranking realizado por Oricon; y "-Side Horizon- Stardust Melodia" que es apoyado por Kotaro Odaka para su composición, cuenta con una versión instrumental y ambas son publicadas oficialmente por Lantis el 9 de noviembre de 2011, ubicándose en la posición #26 en ranking realizado por Oricon; interpretados por AiRI y Ceui respectivamente.
El tema de apertura de la segunda temporada es "ZONE//ALONE", también interpretado por Minori Chihara; los dos temas de cierre son "-Side SunSet- Kanashimi wa Dare no Negai Demo Nai" (-Side Sunset- 悲しみは誰の願いデモナイ?) y "-Side SunRise- Sora no Uta" (-Side Sunrise- 空の詩?), interpretados por Aira Yūki y Masami Okui respectivamente. La mayor parte de las pistas del álbum están compuestas por Tatsuya Katou, quien también estuvo a cargo de la música de la serie de anime. Las siguientes tablas muestran a que episodio corresponden los temas de apertura y de cierre de las dos temporadas anime de la serie:
Primera temporada
| Título       | Interpretado por | Letra    | Compositor     | Arreglos       | Episodios                |
| ------------ | ---------------- | -------- | -------------- | -------------- | ------------------------ |
| "TERMINATED" | Minori Chihara   | Aki Hata | Kikuta Daisuke | Kikuta Daisuke | 1-2-3-4-6-7-8-9-10-11-12 |

| Título                            | Interpretado por | Letra | Compositor          | Arreglos         | Episodios         |
| --------------------------------- | ---------------- | ----- | ------------------- | ---------------- | ----------------- |
| "-Side Ariadust- Pieces"          | AiRI             | AiRI  | Miyazaki Kyoichi    | Miyazaki Kyoichi | 1-2-3-7-8-9-10-12 |
| "-Side Horizon- Stardust Melodia" | Ceui             | Ceui  | Kodaka Kotaro, Ceui | Kodaka Kotaro    | 4-5-6-11          |

Segunda temporada
| Título        | Interpretado por | Letra    | Compositor     | Arreglos       | Episodios |
| ------------- | ---------------- | -------- | -------------- | -------------- | --------- |
| "ZONE//ALONE" | Minori Chihara   | Aki Hata | Kikuta Daisuke | Kikuta Daisuke | Todos     |

| Título                                                                                        | Interpretado por | Letra       | Compositor     | Arreglos       | Episodios          |
| --------------------------------------------------------------------------------------------- | ---------------- | ----------- | -------------- | -------------- | ------------------ |
| "-Side SunSet- Kanashimi wa Dare no Negai Demo Nai" (-Side Sunset- 悲しみは誰の願いデモナイ?) | Aira Yūki        | Aki Hata    | Harada Atsushi | Yatoki Tsukasa | 1-4-5-9-12         |
| "-Side SunRise- Sora no Uta" (-Side Sunrise- 空の詩?)                                         | Masami Okui      | Masami Okui | Masami Okui    | Azuma Takago   | 2-3-6-7-8-10-11-13 |

#### Lista de episodios
Las siguientes tablas contienen de manera detalla, las personas involucradas y que cargo tuvieron en cada episodio de las dos temporadas de la serie anime:
Primera temporada
| N.º | Subtítulo                                                                                           | Guion             | Guion gráfico    | Escenografía                     | Director de animación                                                           |
| --- | --------------------------------------------------------------------------------------------------- | ----------------- | ---------------- | -------------------------------- | ------------------------------------------------------------------------------- |
| 1   | Aquellos alineados frente al Horizonte (境界線前の整列者達 Kyōkai-sen Mae no Seiretsu-sha-tachi?)   | Tatsuhiko Urahata | Ono Manabu       | Kyōhei Ishiguro                  | Tomoyuki Fujii (carácter) Tomohiro Kawahara (mecánico)                          |
| 2   | Inocentes en peligro (食事場の清純者 Shokujiba no Seijun-sha?)                                      | Tatsuhiko Urahata | Yasuhiro Tanabe  | Yasuhiro Tanabe                  | Shinya Nishizawa                                                                |
| 3   | Comandos en la ciudad (街中の遊撃手 Machinaka no Yūgeki-shu?)                                       | Tatsuhiko Urahata | Tetsuya Watanabe | Tetsuya Watanabe Yoshihide Ibata | Yukiko Aikei                                                                    |
| 4   | Operaciones nocturnas encubiertas (夜天下の暗躍者 Yaten-ka no An'yaku-sha?)                         | Tatsuhiko Urahata | Takayuki Tanaka  | Kenji Takahashi                  | Kanta Suzuki                                                                    |
| 5   | Graduados bajo la luna (月下の卒業者 Gekka no Sotsugyō-sha?)                                        | Kurasumi Sunayama | Inai Hitoshi     | Masaomi Ando                     | Satoshi Kimura (carácter) Ken Ootsuka (mecánico)                                |
| 6   | Defensor en los campos de confesión (告白場の代弁手 Kokuhaku-ba no Daiben-shu?)                     | Kurasumi Sunayama | Kenichi Imaizumi | Masato Miyoshi                   | Noriko Ogura Takuro Shinbo                                                      |
| 7   | Caballeros de Musashi (武蔵の騎士 Musashi no Kishi?)                                                | Seishi Minakami   | Takahiko Kyōgoku | Fumiya Kitajou                   | Natsuki Egami (carácter) Tomohiro Kawahara (mecánico) Keizou Ichikawa (acción)  |
| 8   | Gobernante de la Tierra (全域の支持者 Zen'iki no Shiji-sha?)                                        | Tatsuhiko Urahata | Kenichi Imaizumi | Gō Matsumoto                     | Masayuki Ozaki Akiko Toyoda                                                     |
| 9   | La flor de la cima (高嶺の花 Takane no Hana?)                                                       | Yoriko Tomita     | Yasuhiro Tanabe  | Yasuo Ejima                      | Masakazu Saito Naohiro Ōsugi                                                    |
| 10  | El trompetero en la línea de salida (スタートラインのラッパ吹き Sutātorain no Rappafuki?)           | Yoriko Tomita     | Tetsuya Watanabe | Tetsuya Watanabe Yoshihide Ibata | Kanta Suzuki                                                                    |
| 11  | El señor imposible de Musashi (武蔵の不可能男 Musashi no Fukanō Otoko?)                             | Kurasumi Sunayama | Tomoki Takuno    | Tomoki Takuno                    | Shinya Nishizawa (carácter) Masayuki Ozaki (carácter) Ken Ootsuka (mecánico)    |
| 12  | Oposición en contra de cruzar las líneas paralelas (平行線上への相対者 Heikōksen-jō eno Aitai-sha?) | Kurasumi Sunayama | Kenichi Imaizumi | Sayo Aoi                         | Noriko Ogura Takuro Shinbo Tomokazu Shimabukuro                                 |
| 13  | Aquellos alineados sobre el Horizonte (境界線上の整列者達 Kyōkaisen-jō no Seiretsu-sha-tachi?)      | Tatsuhiko Urahata | Tetsuya Watanabe | Jun Soga Masaomi Ando            | Natsuki Egami (carácter) Satoshi Kimura (carácter) Tomohiro Kawahara (mecánico) |

Segunda temporada
| N.º | Subtítulo                                                                                          | Guion             | Guion gráfico    | Producción                                            | Director de animación                                                                                    |
| --- | -------------------------------------------------------------------------------------------------- | ----------------- | ---------------- | ----------------------------------------------------- | --- |
| 1   | Miembros de los campos Bermellón (朱の場の部員達 Ake no Ba no Buin-tachi?)                         | Tatsuhiko Urahata | Manabu Ono       | Kenji Takahashi                                       | Kanta Suzuki                                                                                             |
| 2   | Heraldo en el escenario (舞台上の宣告者 Butai-jō no Senkoku-sha?)                                  | Yoriko Tomita     | Tetsuya Watanabe | Hiroyuki Oshima Yoshihide Ibata                       | Shinya Nishizawa (carácter) Masayuki Ozaki (carácter) Tomohiro Kawahara (mecánico)                       |
| 3   | Aquellos que descienden al suelo (土上の下り者 Do Jō no Kudari-mono?)                              | Kurasumi Sunayama | Kenichi Imaizumi | Tomoki Takuno Fumiaki Usui                            | Natsuki Egami Tomokazu Shimabukuro Takuro Shinbo                                                         |
| 4   | El soberano del teatro (劇場の支配者 Gekijou no Shihaisha?)                                        | Kurasumi Sunayama | Kenichi Imaizumi | Satoshi Toba                                          | Mitsuaki Takabe Yui Ushio Eriko Iida                                                                     |
| 5   | Tierra de caza humanitaria (猟場の人道主義者 Ryouba no Jindoushugisha?)                            | Tatsuhiko Urahata | Yasuhiro Tanabe  | Masaomi Ando                                          | Satoshi Kimura (carácter) Ken Ootsuka (mecánico)                                                         |
| 6   | El hombre y la mujer en la plaza (広場の男女 Hiroba no Danjou?)                                    | Yoriko Tomita     | Tomoki Takuno    | Tomoki Takuno Fumiaki Usui                            | Yūichi Yoshida Kenji Terao Kanta Suzuki (acción)                                                         |
| 7   | Narrador en el pasillo (広間の語り部 Hiroma no Kataribe?)                                          | Yoriko Tomita     | Kenichi Imaizumi | Masato Miyoshi                                        | Noriko Ogura Hidemi Yamashita Akiko Toyoda                                                               |
| 8   | La decisión tomada arriba (高所の決定者 Kousho no Ketteisha?)                                      | Kurasumi Sunayama | Kenichi Imaizumi | Fumiya Kitajou                                        | Natsuki Egami Masayuki Ozaki                                                                             |
| 9   | Despedida bajo el cielo nocturno (夜空の別離者 Yozora no Betsurisha?)                              | Kurasumi Sunayama | Yasuhiro Tanabe  | Manabu Ono Kenji Takanashi Tomoki Takuno Fumiaki Usui | Kana Miyai Takayuki Sano (mecánico)                                                                      |
| 10  | Barbarie en el teatro (劇場の咆哮者 Gekijou no Houkousha?)                                         | Tatsuhiko Urahata | Tetsuya Watanabe | Hiroyuki Oshima Yoshihide Ibata                       | Hiroyuki Yoshii Takuro Shinbo Kanta Suzuki (acción)                                                      |
| 11  | Exitoso candidato en el jardín de las flores (花畑の合格者 Hanabatake no Goukakusha?)              | Yoriko Tomita     | Yasuhiro Tanabe  | Manabu Ono Yasuhiro Tanabe Masaomi Ando               | Shinya Nishizawa Hayato Hashiguchi Mitsuaki Takabe Yui Ushio                                             |
| 12  | Donde pertenecen los marcados con cicatrices de espadas (居場所の刃傷持ち Ibasho no Ninjou-mochi?) | Kurasumi Sunayama | Tetsuya Watanabe | Tetsuya Watanabe Yoshihide Ibata                      | Satoshi Kimura (carácter) Natsuki Egami (carácter) Masayuki Ozaki (carácter) Ken Ootsuka (mecánico)      |
| 13  | Los avariciosos que cruzan los límites (境渡りの欲深き者達 Sakai-watari no Yokubukimono-tachi?)    | Tatsuhiko Urahata | Manabu Ono       | Manabu Ono Tomoki Takuno Fumiaki Usui                 | Tomoyuki Fujii (carácter) Kanta Suzuki (carácter) Yūichi Yoshida (carácter) Tomohiro Kawahara (mecánico) |

#### Estaciones de radiodifusión
Las siguientes tablas contienen información detallada a cerca de las transmisiones de la serie anime:
Primera temporada
| Área de servicio       | Emisora     | Periodo de difusión                          | Día     | Hora de emisión         | Estaciones de difusión                                         | Nota/s                                                            |
| ---------------------- | ----------- | -------------------------------------------- | ------- | ----------------------- | -------------------------------------------------------------- | ----------------------------------------------------------------- |
| Región de Kinki        | MBS TV      | 1 de octubre de 2011 24 de diciembre de 2011 | sábado  | 02:58—03:28 a. m.       | TBS TV                                                         |                                                                   |
| Prefectura de Chiba    | Chiba TV    | 2 de octubre de 2011 25 de diciembre de 2011 | domingo | 12:30—01:00 a. m.       | Asociación japonesa de estaciones independientes de televisión |                                                                   |
| Prefectura de Kanagawa | TV Kanagawa | 2 de octubre de 2011 25 de diciembre de 2011 | domingo | 02:00—02:30 a. m.       | Asociación japonesa de estaciones independientes de televisión |                                                                   |
| Prefectura de Saitama  | TV Saitama  | 3 de octubre de 2011 26 de diciembre de 2011 | lunes   | 01:05—01:35 a. m.       | Asociación japonesa de estaciones independientes de televisión |                                                                   |
| Tokio                  | Tokyo MX    | 3 de octubre de 2011 26 de diciembre de 2011 | lunes   | 01:30—02:00 a. m.       | Asociación japonesa de estaciones independientes de televisión |                                                                   |
| Prefectura de Aichi    | TV Aichi    | 3 de octubre de 2011 26 de diciembre de 2011 | lunes   | 01:30—02:00 a. m.       | TX Network                                                     |                                                                   |
| Corea del Sur          | ANIPLUS     | 7 de octubre de 2011 30 de diciembre de 2011 | viernes | 11:00 a. m.—11:30 p. m. | Televisión por Internet                                        | No se repite la difusión y hay subtítulos en coreano disponibles. |
| Japón                  | Animax      | 16 de enero de 2012 9 de abril de 2012       | lunes   | 10:00-10:30 p. m.       | Canales de anime transmisión satelital                         |                                                                   |
| Japón                  | BS11        | 3 de abril de 2012 26 de junio de 2012       | martes  | 12:00—12:30 a. m.       | transmisión digital                                            | En el marco de Anime+                                             |

Segunda temporada
| Área de servicio       | Emisora        | Periodo de difusión                         | Día     | Hora de emisión         | Estaciones de difusión                                         | Nota/s |
| ---------------------- | -------------- | ------------------------------------------- | ------- | ----------------------- | -------------------------------------------------------------- | --- |
| Región de Kinki        | MBS TV         | 7 de julio de 2012 29 de septiembre de 2012 | sábado  | 02:28—02:58 a. m.       | TBS TV                                                         | |
| Tokio                  | Tokyo MX       | 8 de julio de 2012 30 de septiembre de 2012 | domingo | 12:30—01:00 a. m.       | Asociación japonesa de estaciones independientes de televisión | |
| Prefectura de Kanagawa | TV Kanagawa    | 8 de julio de 2012 30 de septiembre de 2012 | domingo | 01:00—01:30 a. m.       | Asociación japonesa de estaciones independientes de televisión | |
| Prefectura de Saitama  | TV Saitama     | 9 de julio de 2012 1 de octubre de 2012     | lunes   | 01:00—01:30 a. m.       | Asociación japonesa de estaciones independientes de televisión | |
| Prefectura de Chiba    | Chiba TV       | 9 de julio de 2012 1 de octubre de 2012     | lunes   | 01:00—01:30 a. m.       | Asociación japonesa de estaciones independientes de televisión | |
| Prefectura de Aichi    | TV Aichi       | 9 de julio de 2012 1 de octubre de 2012     | lunes   | 01:30—02:00 a. m.       | TX Network                                                     | |
| Japón                  | BS11           | 10 de julio de 2012 2 de octubre de 2012    | martes  | 12:00—12:30 a. m.       | transmisión digital                                            | En el marco de Anime+                                                                                                 |
| Japón                  | Bandai Channel | 10 de julio de 2012 2 de octubre de 2012    | martes  | 12:00—12:30 a. m.       | Entrega NET                                                    | |
| Corea del Sur          | ANIPLUS        | 13 de julio de 2012 5 de octubre de 2012    | viernes | 11:30 p. m.—12:00 a. m. | Televisión por Internet                                        | Si se repite la difusión y hay subtítulos en coreano disponibles, desde la redifusión del episodio 5 el 17 de agosto. |
| Japón                  | Animax         | 13 de agosto de 2012 5 de noviembre de 2012 | lunes   | 10:00—10:30 p. m.       | Canales de anime transmisión satelital                         | No se repite la difusión                                                                                              |

#### Eventos
Proyecciones
En la noche del 23 de diciembre de 2011, se celebra en el cinema KADOKAWA una serie de proyecciones, junto con los seiyus de algunos personajes del anime como Chihara Minori, Chiwa Saitō, Jōji Nakata quienes hablan desde el primer episodio de los primeros doce seleccionados. También se anuncia la producción de la segunda temporada de la serie anime.

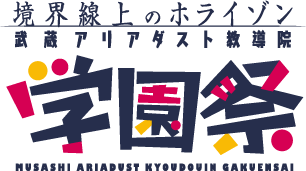
Logotipo del festival, Musashi Ariadust Kyoudouin Gakuensai.

Festivales
Festival de la Academia Musashi Ariadust
El 24 de junio de 2012 en el gran salón Nippon Seinenkan, (Shinjuku, Tokio). Están presentes algunos de los seiyus más destacados como Jun Fukuyama, Minori Chihara, Chiwa Saitō, Ami Koshimizu, Ryōko Shiraishi, Minoru Shiraishi, Nao Tōyama, Emi Nitta, Masami Okui, Ceui y AiRI y el creador de las novelas, Kawakami Minoru. Se habla acerca de las dos temporadas del anime, y también se dan a conocer los dos temas de cierre de la segunda temporada.

#### Productos relacionados
Blu-ray
Al final de cada temporada son liberados 7 DVD en formato blu-ray por Bandai Visual para un total de 14 de las dos temporadas. Hay comentarios del autor de la serie de novelas Kawakami Minoru, al final de los volúmenes impares. Dentro del paquete especial hay dibujos hechos por Tomoyuki Fujiim quien trabaja en el diseño de personajes. Un folleto especial es incluido con cada volumen como un beneficio agregado.
En la edición limitada, el PV normal también va incluido como un beneficio, anuncios de vídeo MC, una introducción a los personajes en el primer volumen de la serie, y demás información acerca del Lejano Oriente; también están presentes comentarios escritos y de voz de Kawakami Minoru a cerca de los personajes.
El volumen 5 en formato blu-ray obtuvo el puesto #2 en el top semanal de Oricon. Las ventas iniciales se registraron en 1.6 millones de copias vendidas. Las siguientes tablas muestran los episodios incluidos en cada uno de los DVD en orden cronológico:
| N.º | Fecha de publicación    | Episodios               |
| --- | ----------------------- | ----------------------- |
| 1   | 22 de diciembre de 2011 | Episodio 1              |
| 2   | 27 de enero de 2012     | Episodio 2 Episodio 3   |
| 3   | 24 de febrero de 2012   | Episodio 4 Episodio 5   |
| 4   | 23 de marzo de 2012     | Episodio 6 Episodio 7   |
| 5   | 20 de abril de 2012     | Episodio 8 Episodio 9   |
| 6   | 25 de mayo de 2012      | Episodio 10 Episodio 11 |
| 7   | 22 de junio de 2012     | Episodio 12 Episodio 13 |

| N.º | Fecha de publicación     | Episodios               |
| --- | ------------------------ | ----------------------- |
| 1   | 21 de septiembre de 2012 | Episodio 1              |
| 2   | 26 de octubre de 2012    | Episodio 2 Episodio 3   |
| 3   | 22 de noviembre de 2012  | Episodio 4 Episodio 5   |
| 4   | 21 de diciembre de 2012  | Episodio 6 Episodio 7   |
| 5   | 29 de enero de 2013      | Episodio 8 Episodio 9   |
| 6   | 22 de febrero de 2013    | Episodio 10 Episodio 11 |
| 7   | 22 de marzo de 2013      | Episodio 12 Episodio 13 |

CD
Entre las bandas sonoras originales de cada una de las 2 temporadas del anime, se lanzaron 5 CD en los que los seiyu de 5 personajes de la serie interpretaron dos canciones (con su respectiva versión instrumental) escritas por el autor de la serie de novelas ligeras, Kawakami Minoru. Un CD drama con cuatro historias sale a la venta después del último CD del repertorio. La siguiente tabla muestra el lanzamiento de los CD en orden cronológico:
| Fecha de publicación     | Título                                                                                                |
| ------------------------ | --- |
| 25 de enero de 2012      | Kyōkai Senjō no Horizon ORIGINAL SOUND TRACK (境界線上のホライゾン ORIGINAL SOUND TRACK?)             |
| 18 de abril de 2012      | Kyōkai Senjō no Horizon The Repertory Vol.1 (境界線上のホライゾン 演目披露 第1弾?)                    |
| 23 de mayo de 2012       | Kyōkai Senjō no Horizon The Repertory Vol.2 (境界線上のホライゾン 演目披露 第2弾?)                    |
| 27 de junio de 2012      | Kyōkai Senjō no Horizon The Repertory Vol.3 (境界線上のホライゾン 演目披露 第3弾?)                    |
| 25 de julio de 2012      | Kyōkai Senjō no Horizon The Repertory Vol.4 (境界線上のホライゾン 演目披露 第4弾?)                    |
| 22 de agosto de 2012     | Kyōkai Senjō no Horizon The Repertory Vol.5 (境界線上のホライゾン 演目披露 第5弾?)                    |
| 26 de septiembre de 2012 | 境界線上のホライゾンHR                                                                                |
| 10 de octubre de 2012    | Kyōkai Senjō no Horizon ORIGINAL SOUND TRACK Vol.2 (境界線上のホライゾン ORIGINAL SOUND TRACK Vol.2?) |
| 20 de marzo de 2013      | Kyōkai Senjō no Horizon -Theme of HORIZON- (境界線上のホライゾン 『Theme of HORIZON』?)               |

Aplicaciones
Fondos y protectores de pantalla
Diferentes fondos de pantalla estáticos y en movimiento, tanto de la serie de novelas ligeras como de la serie anime, lanzados por ASCII Media Works, han sido distribuidos desde el 24 de agosto de 2011 y el 22 de septiembre de 2011 respectivamente, a través de Dengeki Mobile para celulares con sistema operativo Android.

### Videojuego

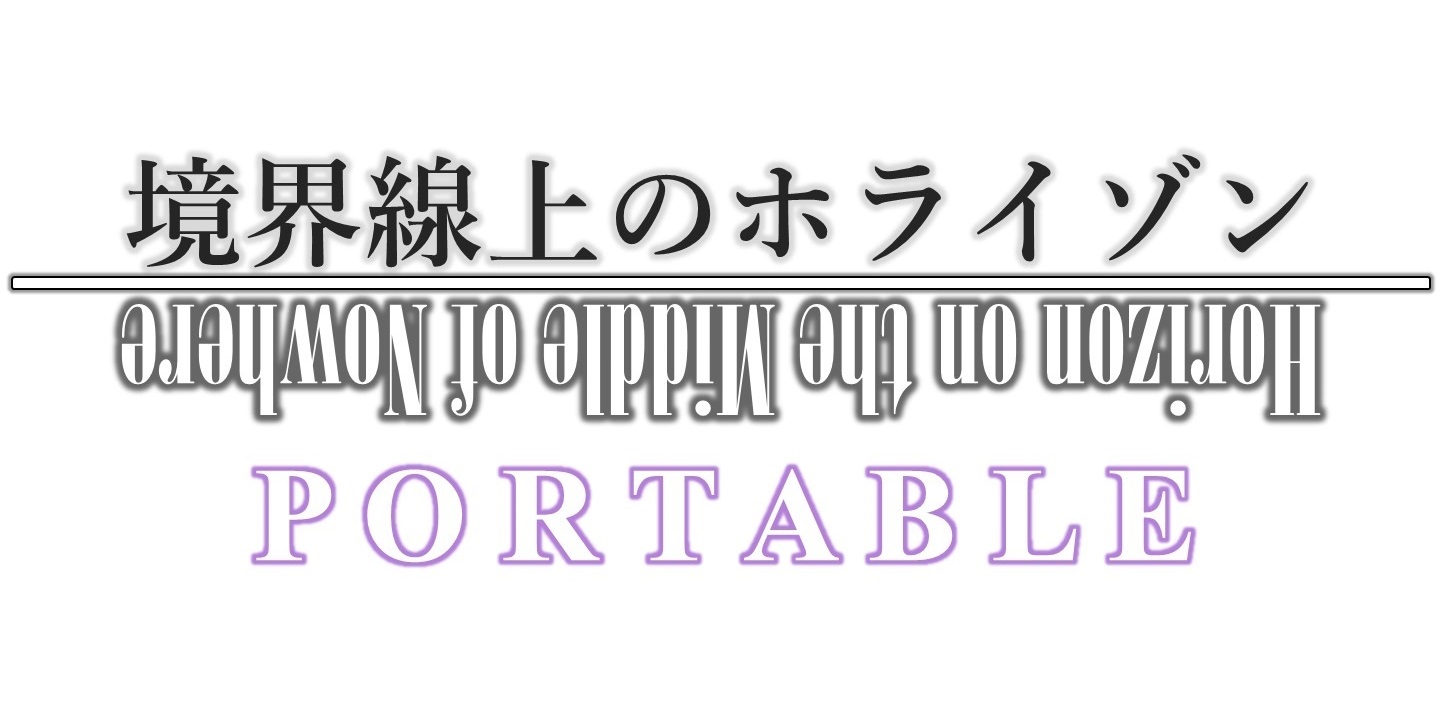
Logotipo del videojuego.

Un videojuego de rol de estrategia, aventura, historia, romance, escolar titulado Kyōkai Senjō no Horizon PORTABLE (境界線上のホライゾン PORTABLE Kyōkaisen-jō no Horaizon PORTABLE?, Horizon en el Medio de la Nada PORTABLE) (en español: Horizon en el Medio de la Nada PORTABLE; en inglés: 'Horizon on the Middle of Nowhere PORTABLE') con clasificaciones CERO: C (edición normal) y CERO: D (edición limitada) es anunciado en el volumen #26 de la revista Dengeki Bunko Magazine, desarrollado por Tenky y distribuido por Kadokawa Games para la plataforma PlayStation Portable, el 25 de abril de 2013. Aunque inicialmente el videojuego tiene prevista su salida el 28 de febrero; sufre dos retrasos: primero se pospuso al 28 de marzo; pero luego se queda sin fecha de liberación provisional; hasta que se confirma su fecha de lanzamiento anteriormente mencionada.
La publicidad antes de su lanzamiento consiste en (8+1) carteles colocados en las diferentes estaciones del tren en Tokio, que corresponden a las ocho pequeñas naves que componen a Musashi, el barco-ciudad en donde muchos de los personajes principales residen. Dichos carteles incluyen un marcador AR que muestra un personaje determinado en el aire (3D) cuando se ve con una aplicación específica. Los personajes son diferentes y en cada estación se muestran al azar. Además en la primera estación (JR Akihabara) cantidades limitadas de tarjetas de relaciones públicas son regaladas.
El juego cubre la historia de la primera y segunda temporada de la serie de anime. Kawakami Minoru es el autor, ya que es responsable por el proyecto de planificación de los escenarios y de una revisión total. La historia se basa parcialmente en el anime y las novelas ligeras, pero también incluye un escenario original, veinte personajes con la posibilidad de obtener hasta ochenta personajes (del anime y las novelas ligeras) de los medios de comunicación que hacen acto de presencia, con la voz de su respectivo seiyu y un sistema de combate por turnos con grupos de hasta cuatro miembros. Kyoukai Senjou no Horizon Portable en la tercera semana de abril del año 2013 obtuvo una puntuación de (24/40) en la revista Famitsū.
Junto con la edición limitada, es enviado un Nendoroid de Asama Tomo, un libro especial para fanáticos y una caja exclusiva decorada por el ilustrador de las novelas ligeras, Satoyasu Matsuri. El videojuego para la semana del 22 al 28 de abril de 2013 llega a la posición #8 en ventas con 26.030 copias vendidas según la lista de ventas de Media Create y 30.151 copias vendidas según Famitsū formando parte de los siete títulos de las consolas de Sony dentro del top 10. En la décima semana después de su lanzamiento tiene un promedio de 912 unidades para un total de 40.613 copias vendidas después de su lanzamiento oficial, y termina ese año con 52.450 ventas. Hasta el primer semestre de 2013 se posiciona entre los 100 videojuegos más vendidos en Japón con 39.812 que lo dejan en el puesto #96 como la última de los tres títulos de Kadokawa Games.

## Recepción

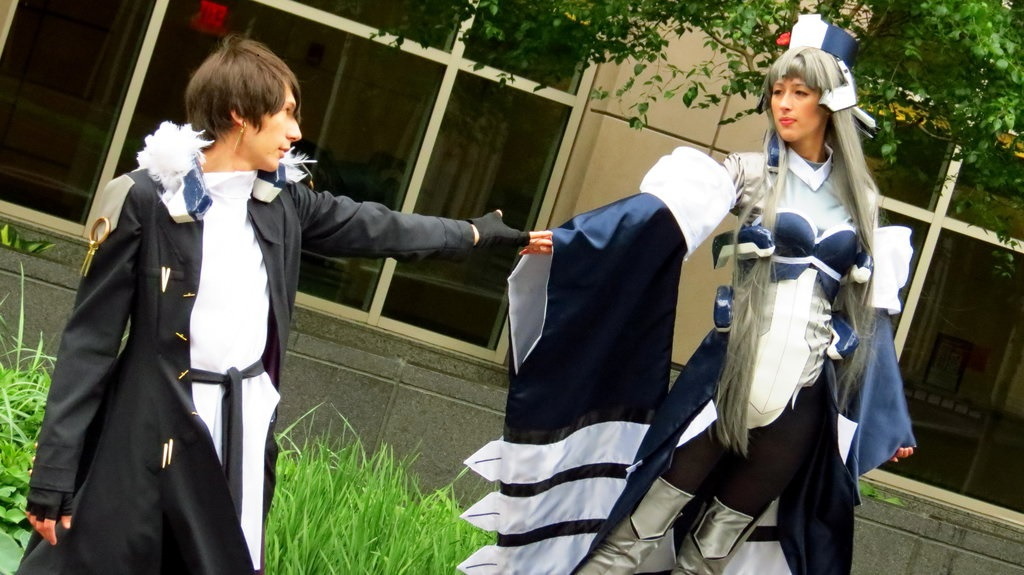
Cosplay de los personajes principales.

En términos generales, Kyōkai Senjō no Horizon tiene una buena recepción comercial en Japón. Desde su lanzamiento el segundo libro de la serie se posiciona en el segundo lugar dentro del Top 10 de ventas de Toranoana en akihabara durante la primera semana de octubre. En el primer y tercer trimestre de 2009 se venden 24.632 y 24.338 copias del primer y segundo libro del segundo arco, y se ubican en la posición #35 y #15 respectivamente. El tercer arco de la serie de novelas ligeras mejora sus posiciones en el top con respecto a los anteriores volúmenes; el primer libro de este arco llega a la posición #8 con un promedio de ventas en amazon que lo ubica 19; y el tercer libro de este arco tiene un promedio de ventas en amazon que lo ubica en la posición #13. En cuanto a los tres libros del cuarto arco, al noveno día de su publicación se han vendido 25.970, 27.829 y 31.639 copias respectivamente. Al décimo y quinto día de la publicación del primer y segundo libro del quinto arco, se venden 40.893 copias y 39.313 respectivamente. El volumen que registra más copias vendidas entre los primeros días después de su lanzamiento es el decimotercer libro de la serie, que registra 40.475 ventas a 10 días de su publicación.
El estudio de animación, Sunrise se asocia con la editorial, Dengeki Bunko para producir esta serie, que se dice: es "imposible" para adaptarse la serie de novelas ligeras a una serie de anime, ya que posee una premisa muy arraigada y bastante complicada. El público en general cree que los paralelismos con nuestra historia añaden un buen toque, ya que la última información registrada en el Testamento es el fin de la guerra de los treinta años; aunque la mayor parte de la confusión en el mundo proviene de que en la serie se nombra a Westfalia, ya que no saben que tratado de paz es firmado allí. A pesar de la premisa, el material promocional, sugiere que el anime es todo lo contrario. La cantidad de terminología es desalentadora para los seguidores de las obras del estudio de animación, pero a juzgar por los vídeos de introducción, Sunrise ha puesto mucho esfuerzo para hacer que este proyecto tenga éxito. Se siente que cada parte del anime parece complacer a casi cualquier tipo de público en general, el problema es la atención de aquellas personas con gustos específicos, ya que el tener varios géneros, estos no logran ver claramente dichos géneros. Las incoherencias hacen que resulte engañoso, ya que al inicio se introducen personajes de toda clase, sin embargo sólo un puñado de personajes son esenciales para la historia principal. Resulta difícil además conectar los distintos términos que se utilizan a lo largo de la serie de anime. Lo bueno del primer arco es que la presentación de la historia es a través de los ojos de diferentes personajes, lo cual es inteligente, ya que esto revela la trama detrás de la caída de Musashi. La acción y la seriedad van por encima de las payasadas de Toori, haciendo que la exposición y maniobras políticas se vuelvan más agradables. El inicio de las ardientes batallas es bueno, pero la dificultad radica en géneros como: drama político, pelea de mechas, comedia lasciva en la escuela todo en una sola serie, provoca que esta tenga poco éxito en alguna de ellas.
En particular resulta agradable la estética visual y los múltiples estilos, por ejemplo, el diseño de los mechas es el área que tiene mejores calificaciones, con un arsenal agradable a la vista cuando son utilizados por los robots durante sus batallas y los únicos que resultan la mayoría de los personajes. Las imágenes generadas por computadora combinan exitosamente con el resto de la animación, lo que demuestra el trabajo de calidad del personal de producción cuando es necesario. Los fondos, que reúnen a los paisajes naturales, la arquitectura tradicional japonesa, y las estructuras de ciencia ficción extravagantes, también muestran un ojo creativo. Por desgracia, los propios personajes parecen haber sido diseñados con los ojos vendados, con cada uniforme militar, traje aéreo ceñido, y traje de sirvienta arrojado a un elenco genérico. La calidad de la animación disminuye de manera notoria durante las escenas de diálogo. La música cae perfectamente con el resto de las combinaciones y mezclas con los múltiples géneros de la serie: grandes escenas de batalla con buen tiempo exigen una gran puntuación, un éxito sinfónico, mientras que el drama más tranquilo está respaldado por cepas nostálgicas, y la pérdida de tiempo es representado por la repetición de la melodía electro-pop. Incluso los temas musicales quedan atrapados en estos cambios de humor; estos episodios cambian entre dos secuencias: una serie de comedia alegre y una balada más grave dependiendo del tono de la historia. (La apertura, sin embargo, sigue siendo una típica canción up-tempo que puede ser intercambiable con cualquier robot o serie de batalla gigante de ciencia ficción.) El tema de apertura de la primera temporada es bastante satisfactorio, al igual que muchas de las escenas a lo largo de la serie gracias a su calidad, aunque se opacado debido a la mala elección de palabras en algunos episodios.
La mayor paradoja sobre la serie, es que a pesar de su premisa inicial y las pobres decisiones de la narración, es que en realidad hay una buena historia. Los primeros episodios muestran un destello de grandeza, algo acerca de las maniobras políticas retorcidas, de alianzas y guerras y las armas de destrucción masiva, y una clase de secundaria rudimentaria que sólo puede salvar a toda su ciudad-estado. Si todo va perfectamente, incluso puede dar lugar a un final impresionante y animado, lleno de mechas que luchan y armas de lo más alto. Pero no más a menudo, el deseo compulsivo de la serie para satisfacer a cada espectador, nubla su potencial: escenas expositivas voluminosas, personajes innecesarios, y el humor de mal gusto de Toori, bloquean el camino hacia la grandeza.
Después de que se termina la emisión de la primera temporada, se generaron opiniones divididas, ya que hay personas que no gustan de los personajes femeninos con grandes pechos. Se puede apreciar una gran diversidad de personajes en cuanto a sus colores, formas y edades, y en particular los personajes femeninos en su mayoría tienen el cabello largo y carecen de "ojos dulces". El público en general concuerda en que el personaje principal masculino no es el que siempre se ha visto, ya que este es un increíble pervertido y por lo tanto con una personalidad muy torpe y a su vez en que este "es un espectáculo que se desarrolla en el caos: se trata de poner una inmensa cantidad de contenido en tan sólo 13 episodios. El resultado es un reparto masivo de personajes, un escenario enorme, y el diálogo muy trepidante que tiene sus puntos buenos y sus puntos malos. Los buenos puntos sobre los personajes son que cuando quieren, pueden ofrecer algo de química interesante. Solo son clichés, pero juntos sus relaciones se vuelven bastante únicas. Los puntos negativos son el fanservice, y la enorme cantidad de los roles subdesarrollados. También se destacan además de la narración: el ajuste de esta serie que está llena de ideas, cada personaje tiene este poder muy raro y único que él o ella utiliza para luchar. Lo bueno de esto es la imaginación que hay dentro de la serie. Aunque lo malo es que todas las batallas en esta serie no tienen sentido. Además resulta fácil confundirse debido a la "velocidad" con la que transcurren los episodios, es decir, todas las cosas pasan a un ritmo vertiginoso. El argumento de la serie aunque es concreto no es del todo claro; hay algo de misterio en la historia y eso es un punto a favor. También resulta difícil seguir la trama con los diferentes acontecimientos que tienen la gran variedad de personajes, hasta el punto de dejar casi de lado al personaje masculino principal.

Al finalizar la segunda temporada del anime, se suaviza la premisa y mejora el sentido único de las luchas y combates junto con un desarrollo más a fondo de esa gran historia, aunque la narración se nota más enmarañada a causa de la sobrecarga de acción, en donde se puede apreciar buena animación y una diversidad de poderes, generan una falta de equilibrio a lo largo de la serie. Otra crítica es la falta de contenido para el resto del elenco, haciendo que la serie se vuelva en cierto sentido monótona y sólo se ve algo de equilibrio cuando la animación cuenta el avance del romance entre los personajes principales. Uno de los puntos a favor es "el brillo que tiene el espectáculo: una enorme parcela, poderes creativos. Se puede ver que pasa mucho tiempo estudiando la fuente original del material para que este se destaque. Se puede decir que el anime es un lío confuso de ideas interesantes que se discuten por medio de las diferentes batallas. Se siente que la historia se puede volver más interesante si se siguieran con más episodios para desarrollarla de manera más coherente y así tener un mejor recibimiento. Otro punto a reconocer es una única línea entretenida dentro de todo este anime: "los políticos ayudan a la gente", además de trama romántica entre los dos personajes principales.
El anime, en el año 2012 llega al puesto #13 en el ranking 2012 de las novelas ligeras más vendidas por serie en el año con un estimado de 410.000 copias vendidas. Hasta noviembre de 2013 son vendidas otras 170.000 copias más, ubicándose en el puesto #27 en el ranking del año 2013. En la edición anual de la revista Kono Light Novel ga Sugoi! la serie GÉNESIS obtuvo el puesto #10 en las diferentes categorías, según las votaciones de los lectores de la revista en el año 2012. De los primeros ocho volúmenes de la serie de novelas ligeras se han vendido más de 750.000 copias en Japón.
En cuanto a la versión en formato Blu-ray del anime, la primera edición limitada obtuvo el puesto #45 entre los 50 primeros que más se vendieron entre el 12 de diciembre de 2011 y el 9 de diciembre de 2012 con un total de 25.075 unidades vendidas. El sexto DVD en formato Blu-ray de la serie es segundo en el top de ventas con 17.452 unidades vendidas.
El videojuego en la primera semana después de su lanzamiento, vendió más de 26 000 copias. En su primera aparición se posicionó dentro del Top 10 en ventas de software entre el 22 y 28 de abril de 2012 con 2.7 millones de unidades vendidas, como un título nuevo. Los puntos a favor del videojuego son lo divertido que resultan los cambios de vestuario, las palabras de los seiyus de la serie de anime, la música de fondo, los combates, el arte y diseño visual (ADV); en cuanto a los puntos negativos la interfaz de usuario poco elaborada, la dificultad de algunas misiones y lo largo que resultan, en donde hay ocasiones en las que no se sabe que busca el enemigo, casi perdiendo el sentido de los combates. Como observaciones generales prevalece el sentido convencional de los contenidos y el buen material, los aportes del autor hay veces que están fuera del juego, y aunque es un título aclamado por sus ganancias, sus usuarios no ven provechosas las horas dedicadas a este. Entre sus puntos a favor están la historia que al basarse en los dos primeros arcos, hace que reviva esa parte de la serie, aunque se centra en la obra original hay posibilidades de dar giros a través de la gran variedad de las misiones, los gráficos de los personajes y sus diferentes trajes en las misiones también son buenos. El camino para terminar el juego, su periodo de tiempo para iniciar que hace pensar que se congela el videojuego, y la música de videojuegos que a comparación del anime, tiene una mala calidad. Los personajes del videojuego son chibis y con ellos se pueden hacer formaciones y crear estrategias de juego. Cada personaje tiene un máximo de 12 trajes para escoger. Hay disponibles 20 tipos de unidades, y a su vez se da la posibilidad de centrarse en la habilidad, el equipo (armas y armaduras) y un nivel determinado. Aunque no todo es combate, tiene que ser establecido un suministro de armas, de dinero y la sede de distribución. También exige que se lleven a cabo las relaciones diplomáticas con otros países, en otras palabras, el elemento político también es fuerte aquí.